# Musik
Musik ist eine Kunstgattung, deren Werke aus organisierten Klängen bestehen, die Empfindungen oder Assoziationen hervorrufen können. Als Ausgangsmaterial dienen Töne, Klänge und Geräusche, sowie deren akustische Eigenschaften, wie Lautstärke, Klangfarbe, Tonhöhe und Tondauer. Musik wird gelegentlich als „hörbare Mathematik“ bezeichnet.
Die Fähigkeit des Menschen, als Musik intendierte Schallereignisse von anderen akustischen Reizen unterscheiden zu können, gehört zu den komplexesten Leistungen des menschlichen Gehirns. So können Abfolgen unterschiedlicher Einzeltöne, die sich durch zeitliche Gestaltungsmittel, wie Rhythmus, Metrum und Tempo zu horizontalen Tonkonstellationen zusammenschließen, als Melodie wahrgenommen werden, während aus vokaler und instrumentaler Mehrstimmigkeit vertikale Zusammenklänge aus unterschiedlichen Tonhöhen erwachsen.
Wie die Sprache ist die Musik eine Universalie der menschlichen Kultur. Gelegentlich führte die Annahme der Existenz von Universalien der Musikwahrnehmung sogar dazu, der Musik die Eigenschaften einer „universellen Sprache“ zuzuschreiben. Diese Sichtweise lässt jedoch außer Acht, dass die musikalischen Ausdrucksformen der Menschheit mindestens so vielgestaltig sind, wie die menschlichen Sprachen. So lassen sich kulturübergreifende Gemeinsamkeiten meist nur in einigen archetypischen Situationen des menschlichen Empfindens oder Verhaltens (Wiegenlieder, Kinderlieder, Liebeswerben) nachweisen.
Musik als Kulturgut war und ist immer auch Gegenstand der geistigen Reflexion, aus der dann auch die verschiedenen Disziplinen der Musikwissenschaft erwachsen konnten. Dabei obliegt beispielsweise die begriffliche Erfassung, systematische Darstellung der Zusammenhänge und deren Deutung der Musiktheorie, während sich die Musikpädagogik mit dem Lehren und Lernen von Musik befasst.

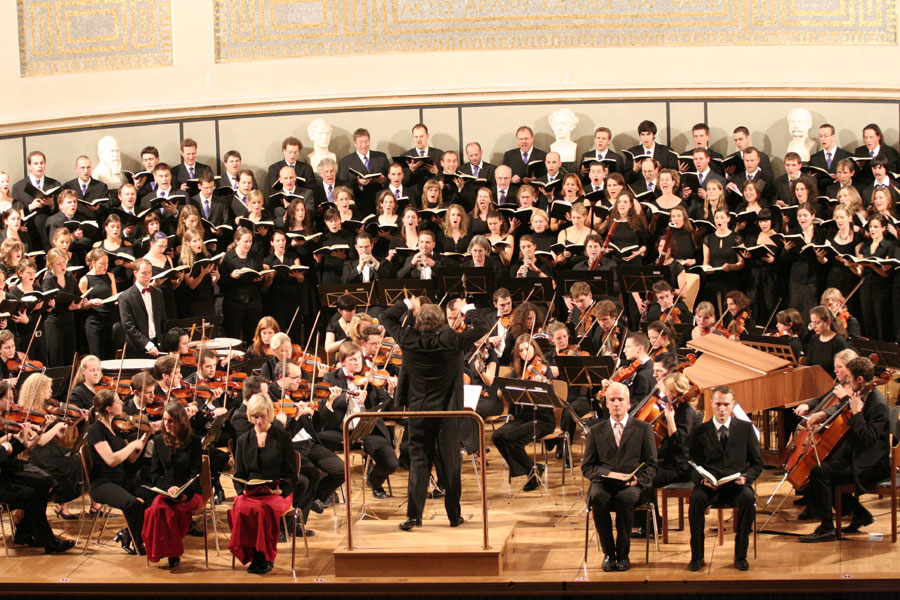
Chor und Orchester der Hochschule für angewandte Wissenschaften München

## Etymologie
Das Wort Musik leitet sich über lateinisch musica ab von altgriechisch μουσική τέχνη mousikḗ téchnē („musische Kunst“, d. h. „Kunst der Musen, Musenkunst“, besonders „Tonkunst, Musik“). Der Ausdruck mousikḗ téchnē wurde bereits in der Antike zu μουσῐκή mousikḗ verkürzt.
Das altgriechische Adjektiv μουσικός mousikós (von μοῦσα moúsa „Muse“) ist in der weiblichen Form μουσῐκή mousikḗ zuerst 476 v. Chr. in Pindars erster Olympischer Ode überliefert. Das Adjektiv floss in die lateinische Sprache ein, wo musicus einerseits Adjektiv ist („die Musik betreffend, musikalisch“, auch „die Dichtkunst betreffend, dichterisch“), andererseits Substantiv („Musiker“, auch „Dichter“). Dazu kommen die lateinischen Wortbildungen musica mit der Variante musice („Musenkunst“ im antiken Sinne, einschließlich der Dichtkunst) und musicalis („musikalisch“).
Das griechische μουσῐκή mousikḗ und das lateinische musica gingen schließlich als Fachwort in die theoretische Literatur ein. Von dort aus übernahmen fast alle europäischen Sprachen und das Arabische das Wort in unterschiedlichen Schreibweisen und Betonungen. Nur in wenigen Sprachen existieren eigene Prägungen, zum Beispiel tschechisch und slowakisch hudba, kroatisch glazba sowie chinesisch 音乐 yīnyuè, koreanisch 음악 ŭmak/eumak, japanisch 音楽 ongaku.
In der deutschen Sprache erschien zunächst nur das Grundwort, althochdeutsch mûseke und mittelhochdeutsch mûsik. Ab dem 15. Jahrhundert wurden Ableitungen wie Musikant oder musizieren gebildet. Erst im 17. und 18. Jahrhundert änderte sich die Betonung unter dem Einfluss von französisch musique auf die zweite Silbe, so wie es noch heute in der deutschen Standardsprache gültig ist.
Im Deutschen gibt es für Musik (insbesondere im Kontext musikalischer Kompositionstätigkeit) das Synonym Tonkunst. Dem entsprechen angelsächsisch swēgcræft (wörtlich „Klangkunst“) und isländisch tónlist. In anderen germanischen Sprachen gibt es ein Wort für Tonkunst, das wie im Deutschen neben einer Wortform von Musik gebraucht wird: niederländisch toonkunst (neben muziek), dänisch tonekunst (neben musik), norwegisch tonekunst (neben musik), schwedisch tonkonst (neben musik).

## Begriffsgeschichte
Der Begriff Musik erlebte in den vergangenen Jahrtausenden mehrere Bedeutungswandlungen. Aus der Künsteeinheit μουσική löste sich im 4. Jahrhundert v. Chr. die musica heraus, deren Auffassung zunächst die einer theoriefähigen, mathematisch bestimmten Wissenschaft war. Unabhängig von der übrigen Entwicklung hin zur schönen Kunst blieb diese bis ins 17., in protestantischen Kreisen auch noch bis ins 18. Jahrhundert bestehen. So ist der Begriff musica bis zum entscheidenden Bedeutungswandel, der den modernen Musikbegriff einführte, nicht allein als „Musiktheorie“ zu verstehen, er ergibt sich in seiner Definitionsvielfalt erst aus der Auffassung einzelner Epochen, ihrer Klassifikationen und Differenzierungen.

### Definitionsgeschichte
Der Musikästhetiker Eduard Hanslick definierte Musik als „Sprache, die wir sprechen und verstehen, jedoch zu übersetzen nicht imstande sind“. Die Frage, was Musik sei oder nicht sei, ist so alt wie das Nachdenken über Musik selbst. Trotz der zahlreichen historischen Versuche, zu einem allgemeinen und grundsätzlichen Musikbegriff zu gelangen, gab und gibt es keine allein gültige Definition. Die bisherigen Begriffsbestimmungen stellten jeweils einen Bestandteil des Phänomens Musik in den Mittelpunkt. Die Definitionsgeschichte ist von vielen Widersprüchen geprägt: Musik als rationale, zahlenbezogene Wissenschaft, Musik als gefühlsbetonte Kunst, Musik im apollinischen oder dionysischen Verständnis, Musik als reine Theorie oder reine Praxis – oder als Einheit beider Bestandteile.

#### Antike
Die Musikliteratur der Antike brachte zahlreiche Definitionen hervor, die das musikalische Material, die Tonleiter, und ihre mathematischen Grundlagen in den Mittelpunkt rückten und sie als die Natur des Tongefüges verstanden.
Der sophistisch-perikleische Lehrplan basierte auf den beiden Säulen μουσική (Musenkunst) und γυμναστική (Gymnastik), die eine Bildung des Geistes und des Körpers vermitteln sollten. Platon betonte ebenfalls in Politeia (III. Buch), die »musische und gymnastische Bildung [als …] Grundsätze für Bildung und Erziehung«. Schon bei der Mehrzahl der Sophisten im 5. und 4. vorchristlichen Jahrhundert wurden Rechenkunst, Astronomie, Geometrie und Musik integriert, die als Einheit genannt und später im Rahmen der Artes Liberales neben den trivialen als quadriviale Künste gelehrt wurden.
Die Erkenntnis der Weltseele galt als höchstes Bildungsziel dieses antiken Lehrplans. Plato gibt in seinem oft zitierten Timaios einen Hinweis auf seine Vorstellung von der »Zusammenfügung der Weltseele«, die durch musikalische Schwingungsverhältnisse entstanden sei. Der Musikwissenschaftler Jacques Handschin hebt einerseits hervor, dass man aus Platos Text eine Tonleiter inklusive der exakten Größe des Limma-Intervalls konstruieren könne, allerdings müsse man diese Passagen nicht als eine musikpraktische Anweisung lesen, sondern eher als eine Musikphilosophie.
Aus diesem Grund unterscheidet sich der antike Musikbegriff erheblich von dem heutigen Verständnis, denn viele Jahrhunderte galt der antike erweiterte Musikbegriff vor allem als ein wichtiger Erkenntnisbereich der Philosophie.

#### Mittelalter
Cassiodor, der zur Entwicklung der Sieben freien Künste den Beitrag einer Verbindung von antiker Wissenschaft und christlichem Glauben leistete, definierte Musik als disciplina, quae de numeris loquitur („Musik ist Wissen, das durch Zahlen ausgedrückt wird“). Diesem logisch-rationalen Verständnis folgten Alkuin und Rabanus Maurus. Isidor von Sevilla sprach von Musica est peritia modulationis sono cantique consistens („Musik besteht aus der Erfahrung des klingenden Rhythmus und des Gesangs“). Dieses eher klang- und sinnenorientierte Urteil rezipierten Dominicus Gundisalvi, Robert Kilwardby, Bartholomaeus Anglicus, Walter Odington und Johannes Tinctoris.
Augustins Begriffsbestimmung erfuhr im Mittelalter zunächst durch den Odo von Cluny zugeschriebenen Traktat Dialogus de musica eine starke Veränderung. Dieser erweiterte die Anschauung um eine theologische Komponente, indem er concordia vocis et mentis, die „Einheit zwischen Stimme und Geist“ als zentralen Punkt des Musizierens anführte. Der Gedanke wurde von Philippe de Vitry aufgenommen. Eine anonyme Abhandlung des Mittelalters führt aus Musica est scientia veraciter canendi („Musik ist die Wissenschaft vom wahrhaftigen Singen“), wichtiger als theoretisches Wissen und praktische Fertigkeit sei die Aufrichtigkeit des Sängers. Dies fand sich bei Johannes de Muris und Adam von Fulda wieder.

#### Frühe Neuzeit
Während des 15. und 16. Jahrhunderts galten weiterhin die Definitionen Augustins und Boëthius’. Parallel dazu kam eine auf die Musikpraxis bezogene Auslegung auf, die als Musica est ars recte canendi („Musik ist die Kunst, richtig zu singen“) populär wurde – wobei in den zahlreichen Abhandlungen auch debite („gebührlich“), perite („kundig“), certe („sicher“) oder rite („nach Brauch oder Sitte“) auftraten. Sie erscheint u. a. bei Johann Spangenberg, Heinrich Faber, Martin Agricola, Lucas Lossius, Adam Gumpelzhaimer und Bartholomäus Gesius, deren musiktheoretische Leitfäden bis ins 17. Jahrhundert für den Unterricht an Lateinschulen benutzt wurden, wobei hier das Singen im Vordergrund stand. Als deutschen Leitsatz Musik ist die rechte Singekunst zitierte ihn Daniel Friderici in seiner Musica Figuralis (1619).

#### 18. und 19. Jahrhundert
Der Rationalismus des 18. Jahrhunderts zeigt sich in der Begriffsbildung Gottfried Wilhelm Leibniz’: Musica est exercitium arithmeticae occultum nescientis se numerare animi („Musik ist eine verborgene Rechenkunst des seines Zählens unbewussten Geistes“).
Mit dem ausgehenden 18. Jahrhundert, zu Beginn der Wiener Klassik und am Vorabend der Französischen Revolution ersetzte den rationalistischen Musikbegriff sein diametrales Gegenteil: eine subjektivistische, rein gefühlsbetonte Definition setzte sich durch. Hatten die Begriffsbestimmung zuvor Musiker wie Komponisten und Theoretiker geleistet, so lieferten die wesentlichen Definitionen aus der Künstlerperspektive während des Ineinanderfließens der Ästhetiken hin zur romantischen Einheit der Künste nun Dichter wie beispielsweise Wilhelm Heinse, Novalis, Wilhelm Heinrich Wackenroder und Jean Paul. Das persönliche Erleben und Empfinden stand im Vordergrund.
So formulierte Johann Georg Sulzer: „Musik ist eine Folge von Tönen, die aus leidenschaftlicher Empfindung entstehen und sie folglich schildern.“ Als modellhaft für das gesamte Jahrhundert gilt Heinrich Christoph Kochs Wort „Musik ist die Kunst, durch Töne Empfindungen auszudrücken“. Dies erschien kaum verändert von Gottfried Weber bis Arrey von Dommer. Die bis auf die Gegenwart volkstümliche Ansicht, dass Musik eine „Sprache der Gefühle“ sei, wurde allgemein anerkannt. Der Begründer der historischen Musikwissenschaft Johann Nikolaus Forkel äußerte sich dergestalt, ebenso die Komponisten Carl Maria von Weber, Anton Friedrich Justus Thibaut und Richard Wagner. Wagners Begriff des Gesamtkunstwerks prägte die weitere Entwicklung.

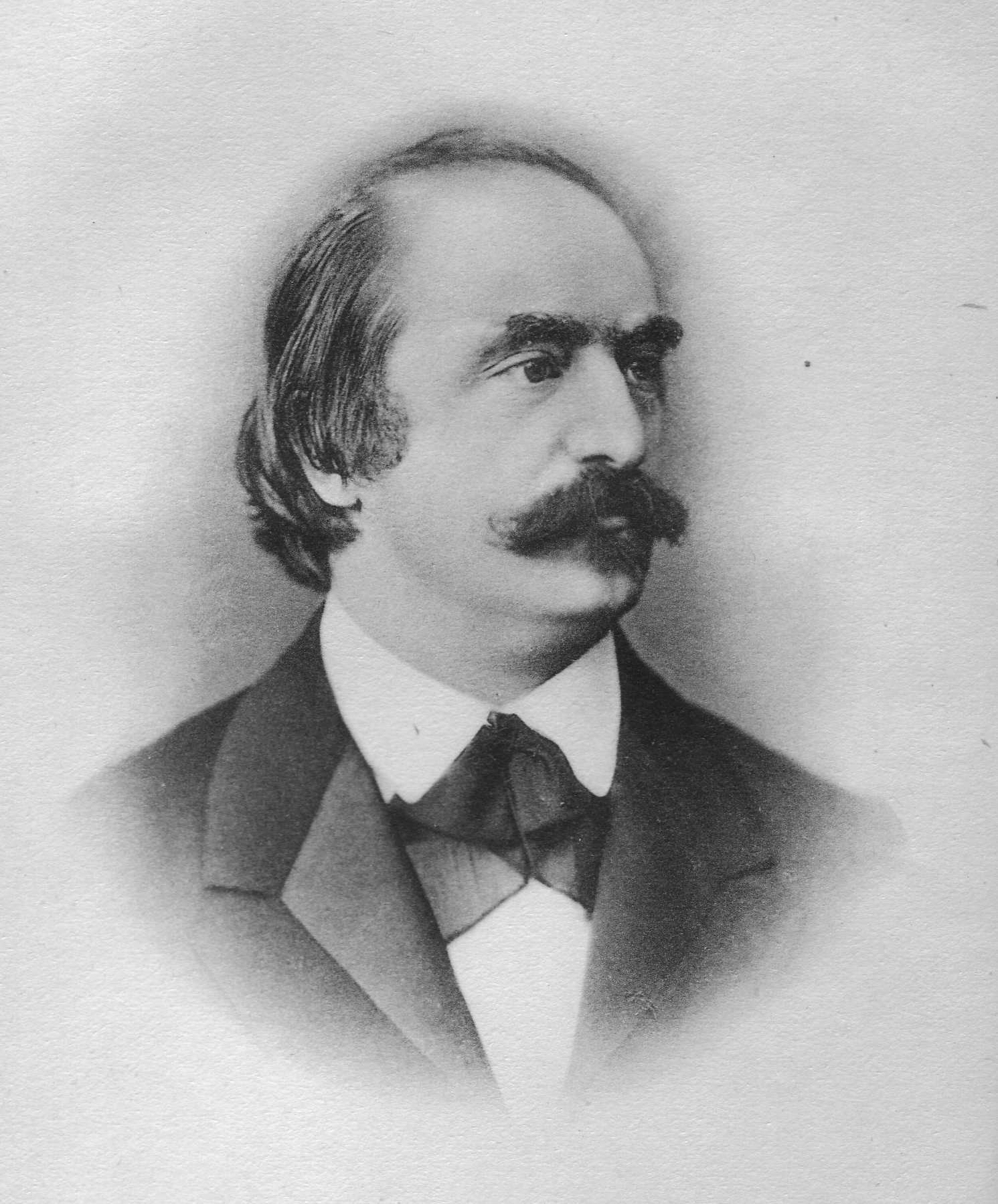
Eduard Hanslick (1865)

Für die Übergangszeit vom Idealismus zum Irrationalismus war auffällig, dass die Musik ins Metaphysische und Transzendente erhöht wurde. So nannte Johann Gottfried Herder die Musik eine „Offenbarung des Unsichtbaren“, für Friedrich Wilhelm Joseph Schelling war sie „nichts anderes als der vernommene Rhythmus und die Harmonie des sichtbaren Universums selbst“.
Nachklänge der rationalistischen Auffassung sind im Musikdenken des 19. Jahrhunderts gleichfalls vorhanden. Bereits 1826 hatte Hans Georg Nägeli die Musik ein „bewegliches Spiel von Tönen und Tonreihen“ genannt. Eduard Hanslick fand 1854 in der musikästhetischen Grundsatzschrift Vom Musikalisch-Schönen zu der prägnanten Formel, der Inhalt und Gegenstand von Musik seien nur „tönend bewegte Formen“. Vor dem Streit um Programmmusik gegen absolute Musik wurde er damit zum Wortführer einer ästhetischen Partei.

#### Ab dem 20. Jahrhundert

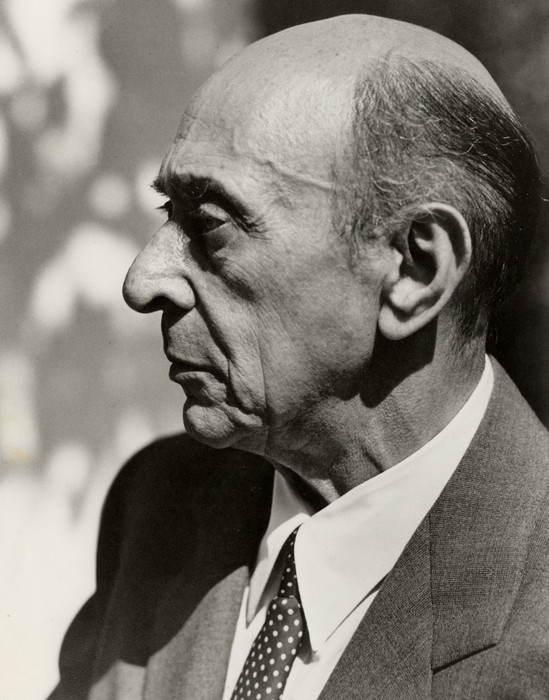
Arnold Schönberg (1948)

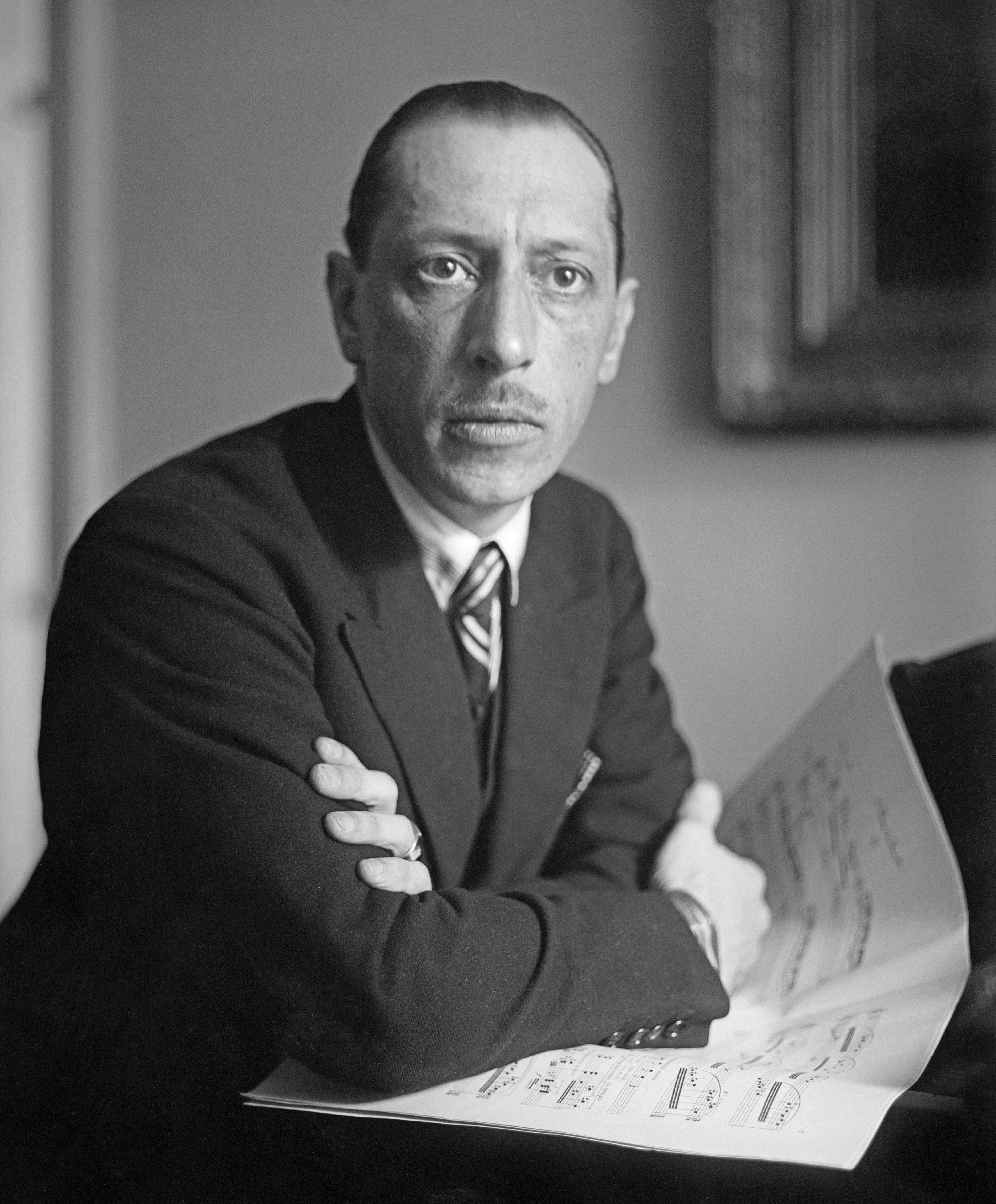
Igor Strawinsky

Immer noch unter dem Einfluss des 19. Jahrhunderts stand Ernst Kurths Hinwendung zu den irrationalen Kräften der Musik in seinem Spätwerk Romantische Harmonik und ihre Krise in Wagners „Tristan“ (1920): „Musik ist emporgeschleuderte Ausstrahlung weitaus mächtigerer Urvorgänge, deren Kräfte im Unhörbaren kreisen. Was man gemeinhin als Musik bezeichnet, ist in Wirklichkeit nur ihr Ausklingen. Musik ist eine Naturgewalt in uns, eine Dynamik von Willensregungen.“ Geradeso wurzelte Hans Pfitzners Musikdenken im Jahr 1926 noch ganz im Geist der Spätromantik, vor allem in der Sichtweise Schopenhauers: Musik sei „das Abbild des Ansich der Welt, also des Willens, indem sie dessen innerste Regungen wiedergibt“.
Im Stilpluralismus ab der Moderne kann keine gültige Aussage über das Wesen der Musik mehr getroffen werden, da die Komponisten individuell über ihre ästhetischen Anschauungen befinden. Sie begründen seitdem ihre Musikdefinition auf die eigene Kompositionspraxis. Arnold Schönberg bezog sich in seiner Harmonielehre (1913) auf den antiken Gedanken einer mimetischen Kunst, wies ihr aber zugleich den Status der höchsten und äußersten Vergeistigung zu.

„Kunst ist auf der untersten Stufe einfache Naturnachahmung. Aber bald ist sie Naturnachahmung im erweiterten Sinne des Begriffs, also nicht bloß Nachahmung der äußeren, sondern auch der inneren Natur. Mit anderen Worten: sie stellt dann nicht bloß Gegenstände oder Anlässe dar, die Eindruck machen, sondern vor allem diese Eindrücke selbst. Auf ihrer höchsten Stufe befaßt sich die Kunst ausschließlich mit der Wiedergabe der inneren Natur. Nur die Nachahmung der Eindrücke, die nun durch Assoziation untereinander und mit anderen Sinneseindrücken Verbindungen zu neuen Komplexen, zu neuen Bewegungen eingegangen sind, ist ihr Zweck.“

Demgegenüber verneinte Igor Strawinsky kategorisch die Ausdrucksfähigkeit von Musik. Seine neoklassizistische Definition knüpft an die mittelalterliche Vorstellung von Musik als einem Weltordnungsprinzip an.

„Denn ich bin der Ansicht, daß die Musik ihrem Wesen nach unfähig ist, irgendetwas ‚auszudrücken‘, was es auch sein möge: ein Gefühl, eine Haltung, einen psychologischen Zustand, ein Naturphänomen oder was sonst. Der ‚Ausdruck‘ ist nie eine immanente Eigenschaft der Musik gewesen, und auf keine Weise ist ihre Daseinsberechtigung vom ‚Ausdruck‘ abhängig. Wenn, wie es fast immer der Fall ist, die Musik etwas auszudrücken scheint, so ist dies Illusion und nicht Wirklichkeit. […] Das Phänomen der Musik ist zu dem einzigen Zweck gegeben, eine Ordnung zwischen den Dingen herzustellen und hierbei vor allem eine Ordnung zu setzen zwischen dem Menschen und der Zeit.“

Nach 1945 erfolgten nur noch selten allgemeine Definitionen. Einerseits hatten sich die Bestimmungsversuche seit Beginn der Neuzeit schon immer ausschließlich auf die Kunstmusik bezogen und die Unterhaltungsmusik – Tanz- und Salonmusik, Operette und Musical, Jazz, Pop-, Rockmusik sowie elektronische Musikrichtungen wie Techno und Industrial etc. – weitgehend ausgeblendet. Andererseits ging der Trend immer weiter zu Entwürfen, die einige Komponisten nur für sich selbst, teilweise nur für Einzelwerke unternahmen. Diese Definitionen waren bisweilen an der Verankerung im Transzendentalen orientiert, z. B. bei Karlheinz Stockhausen, bisweilen aber auch unter dem Einfluss von Happening, Fluxus, Zen und anderen geistigen Ideen radikale Umdefinitionen bis zur „Nicht-Musik“ oder zur Idee von Musik des eigentlich Vorstellbaren, wie es z. B. John Cage ausdrückte: „Die Musik, die ich bevorzuge, meine eigene oder die Musik anderer, ist das, was wir hören, wenn wir einfach still sind.“

### Historische Klassifikationen des Musikbegriffs
Der Begriff Musik ist nach neuzeitlichem Verständnis klingender und wahrnehmbarer Schall. Diese Bedeutung hat sich allerdings erst in einem Prozess ergeben, der über zwei Jahrtausende andauerte und eine Vielfalt von Klassifikationen hervorbrachte, die das jeweilige Weltverständnis ihrer Entstehungszeit widerspiegeln.

#### Antike
Wie die ersten Definitionen hatten auch die ersten Unterscheidungen zwischen Theorie und Praxis ihren Ursprung in der Antike. Das Begriffspaar geht auf Aristoxenos im 4. Jahrhundert v. Chr. zurück. Eine weitere Differenzierung der theoretischen Bestandteile nahm Plutarch vor mit der Unterteilung in Harmonik (als Beziehung der Töne untereinander ist damit die Melodik gemeint), Rhythmik und Metrik. Während Plutarchs Einteilung noch bis ins 16. Jahrhundert gebräuchlich war, ist die Gegenüberstellung des Aristoxenos bis heute gültig.
Eine weitergehende Unterteilung leistete Aristeides Quintilianus. Er führt in den theoretischen Bereich die Akustik als Lehre vom Schall ein, in den praktischen die Musikpädagogik. Melodik und Rhythmik rechnete er der Musikpraxis zu, die er gleichzeitig um die Lehren von der menschlichen Stimme und von den Musikinstrumenten erweitert.

#### Mittelalter und frühe Neuzeit

Die Sphärenharmonie fand ihre letzte und umfangreichste Beschreibung in Johannes Keplers Harmonices mundi (1619). Aus den Planetenbewegungen errechnete er Tonverhältnisse, aus den Geschwindigkeiten der Körper in den Apsiden Zahlenverhältnisse, die jeweils einem Intervall entsprechen:
Merkur: kleine Dezime – Venus: Diësis – Erde: Halbton – Mars: Quinte – Jupiter: kleine Terz – Saturn: große Terz

Am Übergang zum Frühmittelalter unterschied Boethius die Musik in drei Teile. Der erste ist die musica mundana, die seit Pythagoras bekannte Vorstellung einer nicht hörbaren, aber als kosmologische Zahlenverhältnisse der Planetenbahnen denkbaren Sphärenmusik. Die zweite ist die musica humana, die als göttliche Harmonie von Leib und Seele des Menschen wirkt. Die dritte ist die musica instrumentalis, die tatsächlich erklingende und hörbare Musik – diese wiederum geschieden nach dem instrumentum naturale, d. h. die durch das „natürliche Instrument“ erzeugte Vokalmusik, und dem instrumentum artificiale, also der Instrumentalmusik, die die „künstlichen Klangwerkzeuge“ hervorbringen.
Um 630 ordnete Isidor von Sevilla die klingende Musik in drei Bereiche nach der Art der Tonerzeugung: erstens die musica harmonica, die Vokalmusik, zweitens die musica rhythmica, die Musik der Saiten- und Schlaginstrumente, drittens die musica organica, die Musik der Blasinstrumente. Dabei gab er den Begriffen Harmonie und Rhythmus erstmals eine zweite Bedeutung, die über Plutarch hinausging.
Am Ende des 8. Jahrhunderts klassifizierte Regino von Prüm die Musik neu, indem er ihre Teile zu zwei größeren Bereichen zusammenfasste. Dies ist einerseits die musica naturalis, die durch Gottes Schöpfung erzeugte Sphären- und Leib-Seelen-Harmonie sowie die gesungene Musik, andererseits die durch den Menschen erfundene musica artificialis der künstlichen Klangerzeuger, d. h. aller Instrumententypen. Im 9./10. Jahrhundert vereinheitlichte Al-Fārābī die bisherigen Systematiken in das Paar Theorie und Praxis; zur Theorie rechnete er lediglich die spekulative Musikbetrachtung, also im weiteren Sinne alle Musikphilosophie, zur Praxis sämtliche anderen Bereiche, die sich auf die aktive Musikausübung mit ihren handwerklichen Grundlagen beziehen. Die mittelalterlichen Klassifikationen wurden bis ins 17. Jahrhundert hinein rezipiert, eine Verarbeitung des Boëthius auch noch danach, so bei Pietro Cerone, Athanasius Kircher oder Johann Mattheson.
Neben den Hauptsystematiken traten in der Literatur ab dem Mittelalter auch Klassifikationen auf, die die Einzelbereiche der Musik nach anderen Gesichtspunkten zu ordnen versuchten. Folgende Gegensatzpaare erschienen:
- musica plana oder musica choralis (einstimmige Musik) gegenüber musica mensuralis oder musica figuralis (mehrstimmige Musik)
- musica recta oder musica vera (Musik aus dem diatonischen Tonvorrat) gegenüber musica falsa oder musica ficta (Musik aus dem chromatischen Tonvorrat)
- musica regulata (Kunstmusik) gegenüber musica usualis (Gebrauchs-, d. h. Volksmusik)

Eine erste soziologische Herangehensweise war um 1300 die Unterscheidung des Johannes de Grocheo, der die Musik in drei Bereiche teilte:
- musica simplex vel civilis vel vulgaris pro illitteratis, die „einfache, bürgerliche, volkstümliche Musik für Ungebildete“, d. h. jede Form von weltlicher Musik
- musica composita vel regularis vel canonica pro litteratis, die „regelhaft und kunstvoll komponierte Musik für Gebildete“, d. h. die frühe Mehrstimmigkeit
- musica ecclesiastica, die Kirchenmusik, d. h. den gregorianischen Choral

#### Ab dem 16. Jahrhundert
Im 16. Jahrhundert erschienen die Begriffe musica reservata und Musica Poetica, Ersterer als Bezeichnung für den neuen Ausdrucksstil der Renaissancemusik, Letzterer als Begriff für die Komposition. Zusammen mit den neuen Prägungen musica theoretica und musica practica etablierte dieser sich innerhalb einer Dreiteilung nach antiken Vorbildern. Zugleich markiert er die ersten Ansätze zu einer Neubewertung des Komponisten, der bisher als handwerklich geschickter „Tonsetzer“ galt und im sozialen Gefüge nun allmählich zur kreativen Künstlerpersönlichkeit aufsteigt.
Die Theoretiker des 16. Jahrhunderts, voran Friedrich Wilhelm Marpurg, Jakob Adlung und Jean-Jacques Rousseau, verfolgten zunächst die antike Unterscheidung von Theorie und Praxis. Sie teilten die Theorie in vier Fächer, in Akustik, Kanonik (die Lehre von Formen und Proportionen), Grammatik (die Lehre von den Intervallen) und Ästhetik; die Praxis teilten sie in Komposition und Exekution, also Produktion und Reproduktion des musikalischen Kunstwerks.

#### Lexikografie und Terminologie
Die gängigsten deutschsprachigen Bezeichnungen führte der Sprachwissenschaftler Kaspar von Stieler mit seinem Wörterbuch Der Teutschen Sprache Stammbaum und Fortwachs (1691) in die Lexikografie ein. Schlagworte wie Kirchenmusik, Kammermusik und Tafelmusik waren hier erstmals aufgeführt. Die vielfältigen Komposita auf das Grundwort -musik in Bezug auf Instrumentation (Harmoniemusik), Funktion (Filmmusik) oder Technik (Serielle Musik) nahmen hier ihren Ursprung. An dieser Stelle änderte sich auch der Sprachgebrauch, der beim Grundwort -musik stets die klingende, sinnlich wahrnehmbare Musik meinte und sich nun endgültig vom Theoriebegriff der Musica schied. Als weiteren Beitrag zur Terminologie erarbeitete Johann Gottfried Walther im Musicalischen Lexikon (1732) eine große Anzahl an Definitionen wie z. B. die historischen Begriffe musica antica und musica moderna oder die ethnologischen musica orientalis und musica occidentalis.

## Musikgeschichte

### Prähistorische Musik
Die frühesten erhaltenen Instrumente, die eigens zum Musizieren hergestellt wurden, sind die Gänsegeierflöte vom Hohlefels und die Knochenflöten von Geißenklösterle auf der Schwäbischen Alb, die im Urgeschichtlichen Museum Blaubeuren ausgestellt sind. Sie sind mindestens 35.000 Jahre alt. Die meisten Anthropologen und Evolutionspsychologen sind sich jedoch darüber einig, dass die Musik schon lange vorher zum Alltag des Menschen und seiner Vorfahren gehörte.

### Schriftlose Kulturen
In schriftlosen Kulturen mit animistischen und schamanistischen Religionen war Musik jahrtausendelang Teil der Riten zur Beschwörung von Geistwesen. Bis in die Gegenwart ist diese kultische Musik von Gesang, Trommeln und Tanz geprägt. Viele Kulturen verstehen auch in der Gegenwart Musik als Einheit aus Klang, Sprache, Kult und Tanz und kennen keinen eigenen Begriff für den klanglichen Anteil dieser Einheit.
In der Musik schriftloser Kulturen finden sich Anklänge an den Vogelgesang mit seinen Ton- und Tongruppenwiederholungen, Tonreihen und Motiven. Melodien aus wenigen Tönen innerhalb eines Terz- bis Quartraums, die stetig wiederholt werden, könnten auf eine Nachahmung des Vogelgesangs zurückgehen. Die Rhythmik ist selten an Taktschemata gebunden bzw. wechselt ihre Einteilungen und Betonungen häufig, indem sie sich der melodischen Phrasierung anpasst. Sie ist jedoch nicht gestaltlos, sondern polyrhythmisch wie die traditionelle afrikanische Musik, die vor allem bei Gesang mit begleitenden Idiophonen rhythmische Pattern übereinanderschichtet. Auch der später für den Jazz charakteristische Offbeat ist zu finden, d. h. die Betonung der schwachen Taktteile.

### Frühe Hochkulturen und Antike
Auch in den frühen Hochkulturen war die Musik in Ritus und Kult eingebunden. Möglicherweise wurde sie auch im normalen Alltag praktiziert. Später wurde sie zu einer autonomen Kunst.
Die altorientalischen Schriftkulturen in Mesopotamien begannen im 4. Jahrtausend v. Chr. mit den Sumerern. Sie erfanden das erste Instrument mit mehreren Saiten, die Leier; diese wurde in den folgenden Jahrhunderten zu einer Harfe mit vier bis zehn Saiten und Resonanzkörper.
Im alten Ägypten ab etwa 2700 v. Chr. erweiterte sich das Instrumentarium um die Bogenharfe. In dieser Zeit entstanden auch eine weltliche Musik und die reine Instrumentalmusik.
Über die Anfänge der indischen Musik im 3. Jahrtausend v. Chr. gibt es nur Vermutungen. Sie hat möglicherweise Anregungen der mesopotamischen und ägyptischen Kultur aufgenommen. Durch die Einwanderung der Arier gegen 1500 v. Chr. gelangten westliche Einflüsse nach Indien.
Die chinesische Musik war bereits im Altertum weit entwickelt. Die wichtigsten Anregungen kamen vor allem aus Mesopotamien. Eigene Erfindungen waren ein Skalensystem, pentatonische Gebrauchstonleitern und eine feste Tonhöhenstimmung. Die Kompositionen waren einstimmig und homophon.
In der griechischen Antike war mit mousikḗ bis ins 4. Jahrhundert v. Chr. eine Einheit von Poesie, Tanz und Tonkunst gemeint. Als sich dann die Bedeutung auf die klingende Musik einengte, blieb die enge Beziehung zu Dichtung und Tanz erhalten.

### Westliche klassische Musik bis zum 19. Jahrhundert
Die westliche klassische Musik beginnt mit der Musik des Mittelalters. Diese war stark von Zahlenordnungen geprägt. Als Ars musica bildete sie zusammen mit Arithmetik, Geometrie und Astronomie das Quadrivium innerhalb der Artes liberales.
In der Musik der Renaissance wurde erstmals der kreativen Leistung des Komponisten ein höherer Rang zugesprochen als der durch Übung erworbenen handwerklichen Meisterschaft des Musikers. Zu dieser Zeit entstanden in der Kunstmusik vermehrt reine Instrumentalwerke. Die Musik des Mittelalters, die Renaissancemusik und die Barockmusik (ca. 1600 bis 1750) werden zusammen als Alte Musik bezeichnet. Darauf folgten die Epochen der Vorklassik und der Wiener Klassik (siehe Epochen der klassischen Musik).
Die vorherrschende Idee des 16. bis 18. Jahrhunderts war die bereits von Aristoteles in seiner Poetik beschriebene Mimesis, die Nachahmung der äußeren Natur bis zur Tonmalerei und der inneren Natur des Menschen in der Affektdarstellung. Mit dem beginnenden Rationalismus im 17. Jahrhundert setzte sich der schöpferische Aspekt durch. In der Romantik standen das persönlich-subjektive Erleben und Empfinden und dessen metaphysische Bedeutung im Vordergrund. Die Musik der Romantik brachte enorme Weiterentwicklungen im musikalischen Ausdruck. Im Blick auf die Fähigkeit der Musik, außermusikalische Inhalte darzustellen, entstanden Begriffe wie absolute Musik, Programmmusik und sinfonische Dichtung, über die erbittert gestritten wurde.
Die europäisch geprägte, westliche klassische Musik wird meist einfach „klassische Musik“ genannt. Dabei geraten andere Musiktraditionen aus dem Blick, die in ihrem Kulturraum eine vergleichbare Rolle spielen, zum Beispiel die klassische arabische Musik und die klassische indische Musik.

### 20. und 21. Jahrhundert
Seit dem Ende des 19. Jahrhunderts wurde die Unterhaltungsmusik (U-Musik) immer unabhängiger. Unter anderem von der afroamerikanischen Volksmusik beeinflusst, entwickelte sie sich zu einem eigenen Zweig, der schließlich Jazz, Pop- und Rockmusik mit einer Vielfalt jeweils stark differenzierter Einzelgenres hervorbrachte. In der „ernsten Musik“ (E-Musik) begann um 1910 die sogenannte Neue Musik. Sie brachte den für die Moderne typischen Stilpluralismus hervor. Die traditionellen Grenzen von Gattungen und Stilen verschwammen, ebenso die Grenze zur U-Musik. Für die Vermischung der Musikstile stehen Begriffe wie Weltmusik, Crossover und Third Stream.
Die elektronische Musik erweiterte die Möglichkeiten der Klangerzeugung. Das musikalische Denken der Postmoderne tendiert zu einem ästhetischen Universalismus, der Außermusikalisches einbezieht – multimedial oder im Sinne eines Gesamtkunstwerks – oder zu neuen Denkmodellen, wie sie in Kulturen und Philosophien außerhalb des Abendlandes gewachsen sind.
Erfindungen wie Mikrofon, Grammophon, Tonbandgerät, Lautsprecher, Audioverstärker und vieles mehr ermöglichten Tonaufnahmen und deren Wiedergabe. Musik ist seitdem in einem zuvor unvorstellbaren Ausmaß präsent und verfügbar, was sich durch Hörfunk und Fernsehen und zuletzt durch die digitale Revolution noch steigerte. In Kaufhäusern und Restaurants, an vielen Arbeitsplätzen und anderen Orten läuft ständig Hintergrundmusik.

## Erzeugung

### Akustisches Material
Das Ausgangsmaterial der klingenden Musik sind Schallereignisse, d. h. Töne und Geräusche, die von Menschen erzeugt werden. Die Töne unterscheiden sich in verschiedenen Parametern, nämlich Tonhöhe, Tondauer und Lautstärke. Ferner unterscheiden sie sich in der Klangfarbe, die davon abhängt, wie sie erzeugt werden, zum Beispiel mit einer Violine oder einer Flöte. Die wahrgenommenen Töne entsprechen einer bestimmten Grundfrequenz, wobei aber Obertöne mitschwingen. Das Spektrum der Obertöne und damit die Klangfarbe ist vom Musikinstrument abhängig. Außerdem enthalten die Töne einen Geräuschanteil, der ebenfalls den Klangcharakter beeinflusst, etwa ein gewisses Kratzen oder Schaben bei Streichinstrumenten (eine Ausnahme sind Synthesizer, die Sinustöne erzeugen). Bei Schlaginstrumenten steht der Geräuschcharakter im Vordergrund.
Die Variabilität der Töne und Klangfarben ergibt somit ein reichhaltiges musikalisches Ausgangsmaterial. Noch größer ist die Vielfalt der Klänge, wenn mehrere Töne – oder Töne und Geräusche – gleichzeitig erklingen.

### Verarbeitung des Materials
Musik entsteht, indem Töne, Geräusche und Klänge mit gestalterischen Mitteln geordnet und zu einfachen oder auch komplexen klingenden Gebilden zusammengefügt werden. Zu diesen gestalterischen Mitteln zählen vor allem Rhythmik, Melodik und Harmonik. Somit enthält Musik nicht nur geordnetes akustisches Material, sondern auch die musikalischen Ideen ihres Schöpfers.

### Musikalisches Werk
Komponisten formen aus dem klanglichen Material in einem schöpferischen Prozess musikalische Werke. Seit dem Humanismus ist das „Werk“, in der Musik auch Opus genannt, eine in sich abgeschlossene, die Zeit überdauernde individuelle Schöpfung eines Autors. Musikalische Werke, die dieser Definition entsprechen, gab es bereits im Spätmittelalter. Der Werkbegriff bildete sich erst in der Frühen Neuzeit heraus.
Auf den 1533 verfassten Traktat Rudimenta musicae des Nikolaus Listenius geht die Vorstellung des vollendeten Werks zurück (opus perfectum et absolutum), das die Lebenszeit seines Schöpfers überdauert (wenngleich es hier noch nicht auf Kompositionen beschränkt war). Im 19. Jahrhundert verfestigte sich die Vorstellung, dass zu einem Werk ein ästhetischer Gehalt und Originalität gehören. In der Moderne wurde das Kriterium der Geschlossenheit durch offene und variable Formen und die Idee eines „Work in progress“ in Frage gestellt. Zwölftonmusik und serielle Musik standen im Widerspruch zum ästhetischen Kriterium. In der Aleatorik wurde schließlich auch die Originalität des Werks relativiert.
Der Werkbegriff gründet sich heute vor allem auf die schriftliche Fixierung von Musik im Notentext. Ein fixiertes Werk hat einen Autor, es ist einmalig, es ist abgeschlossen und darum unveränderlich. Es behält seine Identität auch dann bei, wenn es bei der Darbietung durch verschiedene Musiker unterschiedlich klingt. Durch die schriftliche Fixierung wird es traditions- und geschichtsfähig. Die Fixierung der Werke ist Voraussetzung für Analyse, Interpretation und Bewertung sowie für Vergleiche mit anderen Werken.
Einen großen Anteil an der Musik hat Gebrauchsmusik, die nicht verschriftlicht wird. Ihr fehlt ebenso wie der improvisierten Musik der Charakter eines Kunstwerks.

### Klangliche Erzeugung
In klanglicher Hinsicht wird Musik erzeugt, wenn Musiker „Musik machen“. Sänger nutzen beim Musizieren die menschliche Stimme, Instrumentalisten spielen auf ihrem Musikinstrument. Entsprechend wird Vokalmusik von Instrumentalmusik unterschieden. Häufig wird Gesang mit Instrumentalmusik kombiniert. Schon ein einzelner Sänger kann singen und zugleich etwa Gitarre spielen. In Kantaten, Oratorien und Opern wirken Gesangssolisten, Chor und Orchester zusammen.

## Medien, Technik und Wirtschaft
Medien halten die flüchtig verklingende Musik fest, machen sie für Mit- und Nachwelt verfügbar und lassen Musik erst entstehen. Sie sind als Noten eines Kunstwerks Gegenstand der historischen Forschung wie auch des Werturteils. Dabei besteht eine Wechselwirkung zwischen Medien auf der einen, Aufführungs- und Kompositionsprozess sowie Musikanschauung auf der anderen Seite; Gleiches gilt für die Technik, die zur Produktion und Reproduktion genutzt wird und im Gegenzug die Spieltechnik der Musikinstrumente beeinflusst. Produktion, Vermarktung und Vertrieb von Musikmedien sind seit den Anfängen des Druckwesens das Geschäftsziel einer ganzen Branche, die seit dem 20. Jahrhundert als Musikindustrie global operiert und ein nicht mehr zu überblickendes Angebot bereithält.

### Notation

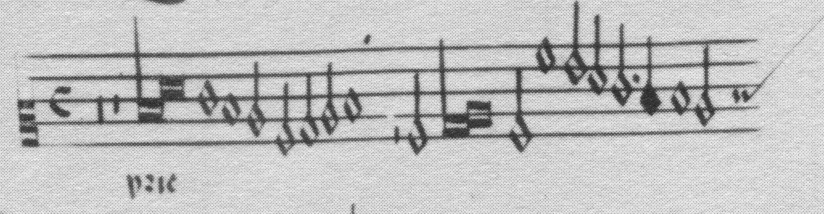
Ausschnitt aus Johannes Ockeghems Messe Au travail suis. Für mehrstimmige Musik gab es damals noch keine Partituren. Die Mensuralnotation regelte das zeitliche Verhältnis der Töne untereinander.

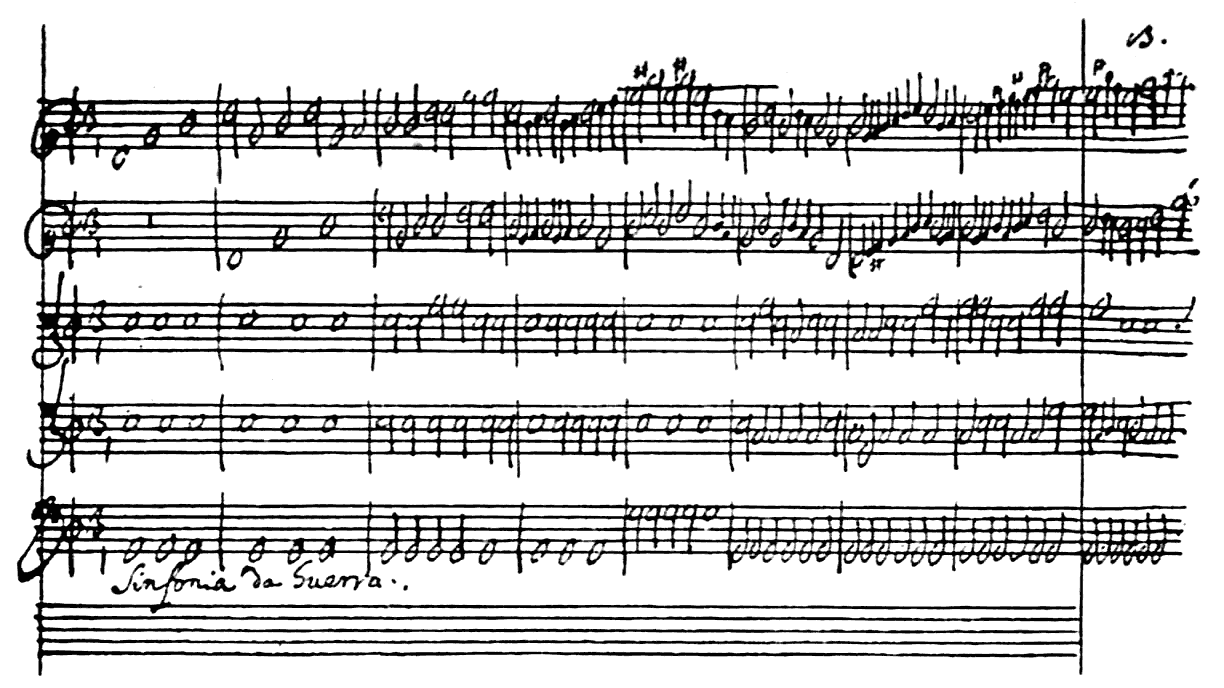
am Ende des II. Aktes von Claudio Monteverdis Oper Il ritorno d’Ulisse in patria (ca. 1640) in der Handschrift des Komponisten. Durch Notation bleiben musikalische Ideen der Nachwelt erhalten.

Wird Musik nicht mündlich tradiert, wie es bei Volksmusik der Fall ist, so kann sie niedergelegt werden in Zeichensystemen, die der visuellen Darstellung und Klärung der musikalischen Gedanken dienen: Notationen. Eine Notation überbrückt Zeit und Raum, man kann sie aufbewahren und reproduzieren, vervielfältigen und verbreiten. Damit dient sie dazu, Einblicke in den Schaffensvorgang eines Werks zu gewähren und dessen musikalische Strukturen nachzuvollziehen. Gleichzeitig schafft sie eine der Voraussetzungen zur Komposition und Verwirklichung der Kompositionsidee, da der musikalische Gedanke in der Notation festgehalten wird. Je nach ihrer Kodierung – Buchstaben, Ziffern, diskrete oder nicht diskrete grafische Zeichen – ist eine Notationsform in der Lage, Informationen mit unterschiedlicher Genauigkeit zu speichern. Man unterscheidet dabei Resultatschriften, die einen bestehenden Zusammenhang verfügbar machen, von den Konzeptionsschriften, die neu erfundene Zusammenhänge festhalten. Zu den Aktionsschriften, die den Notentext für die Spieltechnik eines bestimmten Musikinstruments aufbereiten, zählen z. B. Tabulaturen für Orgel- oder Lautenmusik. Die heute gebräuchliche Notenschrift enthält noch vereinzelte Elemente der Aktionsschrift. Dabei kann Notation ein Werk nie vollständig in seinen Parametern erfassen, so dass immer ein Spielraum bei der Ausführung und Interpretation verbleibt; die historische Aufführungspraxis versucht, auf Grund von Quellen die Ausführung möglichst originalgetreu im Sinne des Komponisten und seiner ästhetischen Ansichten zu gestalten.
Die ersten Notationen sind aus alten Ägypten und dem antiken Griechenland bekannt. Die im byzantinischen und gregorianischen Choral verwendeten Neumen waren in der Lage, die Melodiebewegungen der einstimmigen christlichen Musik aufzuzeichnen. Etwa seit dem 8. Jahrhundert begannen sie sich zu entwickeln. Die frühen Neumen erforderten jedoch noch immer die Kenntnis der Melodie und der rhythmischen Ordnung, sie waren eine reine Resultatschrift. Um das Jahr 1025 führte Guido von Arezzo Neuerungen ein, die bis heute in der modernen Notenschrift gültig sind: Notenlinien im Terzabstand und die Notenschlüssel.
Im 13. Jahrhundert erforderte die mehrstimmige Musik eine genauere Fixierung der Tondauern. Die Modalnotation wies den einzelnen Noten feste Werte für die Dauer zu, die Mensuralnotation ordnete vor dem Hintergrund des gleichzeitig entstehenden Taktsystems die Proportionen der Tondauern untereinander. Damit konnten Tondauern exakt dargestellt werden. Die Stimmen wurden dabei einzeln notiert, nach der Fertigstellung einer Komposition getrennt in einem Chorbuch aufgezeichnet und zur Ausführung wiederum als Einzelstimmen abgeschrieben.
Die heute international gebräuchliche Standardnotation ist seit dem 17. Jahrhundert entstanden. Vor allem die präzise Aufzeichnung der Dauern erfuhr seitdem noch einige Erweiterungen. Zunächst wurde das Grundzeitmaß mit Tempobezeichnungen und Taktangaben bestimmt, nach der Erfindung des Metronoms durch Johann Nepomuk Mälzel im Jahr 1816 war es mechanisch reproduzierbar durch eine genaue Angabe der Taktschläge pro Minute. Nach dem Vorbild Béla Bartóks geben Komponisten zusätzlich die Aufführungsdauern einzelner Abschnitte in Minuten und Sekunden an. Neue Typen seit dem 20. Jahrhundert waren die graphische Notation und Aufzeichnungsformen zur Produktion elektronischer Musik.

### Notendruck

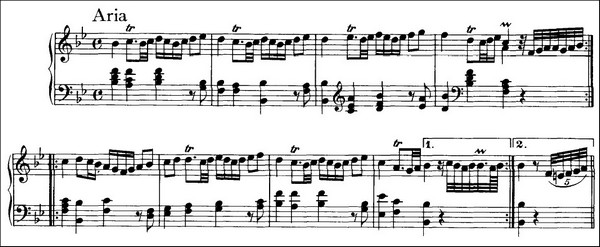
Aria aus den Variationen und Fuge über ein Thema von Händel von Johannes Brahms, erschienen 1862 bei Breitkopf & Härtel. Musiknoten ließen sich im 19. Jahrhundert in hoher Auflage und in guter Qualität herstellen und wurden die Haupteinnahmequelle freischaffender Komponisten.

Bald nach Johannes Gutenbergs Erfindung des Buchdrucks mit beweglichen Lettern um das Jahr 1450 begann auch der Notendruck. Bereits für 1457 ist das erste gedruckte Musikwerk nachweisbar, noch vor 1500 entwickelte Ottaviano dei Petrucci die Drucktechnik mit beweglichen Notentypen. Wichtige Drucker und Verleger wie Pierre Attaingnant und Jacques Moderne veröffentlichten die Chansons, Motetten und Tanzstücke ihrer Zeit erstmals in Sammelausgaben – sie befriedigten damit die Nachfrage des Publikums nach weltlicher Musik zur Unterhaltung und zogen zugleich einen wirtschaftlichen Vorteil aus dem Verkauf hoher Stückzahlen. Damit setzte auch eine verstärkt überregionale Verbreitung von Musikstücken ein.
Technische Verfahren wie Tiefdruck im 16., Notenstich und Lithografie im 18. Jahrhundert verbesserten die Qualität des Notendrucks erheblich und gestatteten, sowohl umfangreiche als auch grafisch kompliziert aufgebaute Notentexte wiederzugeben. Fotosatz, Offsetdruck und schließlich computergesteuerte Notensatzprogramme erweiterten diese Möglichkeiten nochmals.

### Reproduktionstechnik

Etikett der Platte Ich küsse Ihre Hand, Madame, die His Master’s Voice 1928 mit Jack Smith aufnahm. Der Schlager und der gleichnamige Stummfilm (1929) steigerten wechselseitig ihre Beliebtheit.

Die Schallaufzeichnung begann 1877 mit Thomas Alva Edisons Phonographen. Dieser Apparat unterstützte bis in die 1930er Jahre die Musikethnologie: allein Béla Bartók und Zoltán Kodály zeichneten damit tausende von Volksliedern bei der Feldforschung in Osteuropa und Nordafrika auf. 1887 entwickelte Emil Berliner die erste Schallplatte und das dazugehörige Grammophon. Mit diesem Gerät, das bald in Serie gefertigt wurde und die Schellackplatte als Speichermedium popularisierte, hielt die Musik aller Gattungen auch in jene Haushalte Einzug, die keine Hausmusik betrieben und Arrangements oder Auszüge für das Klavierspiel verwendeten. Die Erfindung und Vermarktung der Schallplatte beeinflusste bald die Musik selbst; 1928 schloss Igor Strawinsky einen Vertrag mit dem Unternehmen Columbia Records, um seine Werke authentisch einzuspielen.
Mehrere technische Schritte verbesserten die Schallplatte. 1948 setzte sich Polyvinylchlorid als Fertigungsmaterial durch, das Platten mit schmaleren Rillen erlaubte, ihre Spieldauer wesentlich verlängerte und die Tonqualität erheblich steigerte, da die Abspielgeschwindigkeit von 78 auf 33 bzw. 45 Umdrehungen pro Minute sank. Die lange zuvor entwickelte Stereofonie führte 1958 zur Stereo-Schallplatte und in den 1960er Jahren zum zweikanaligen Rundfunk. Dies erforderte eine neue Generation von Wiedergabegeräten, Stereoanlagen wurden in großer Anzahl verkauft. High Fidelity wurde zum Standard der Klangtreue. Das Direktschnittverfahren, bei dem die Aufnahme nicht wie zuvor auf einem Tonband aufgezeichnet wurde, vergrößerte die Güte der Musikwiedergabe nochmals. Außerdem etablierte sich eine neue Berufsgruppe: der DJ. Daneben waren Tonbänder auch im privaten Bereich beliebt, insbesondere in Form von Compact Cassetten zum Abspielen und Aufnehmen im Kassettenrekorder und zum mobilen Einsatz im Walkman.
Die Compact Disc als Speichermedium gelangte 1982 auf den Markt. Sie steht am Anfang der digitalen Medien, mit denen Musik in höchster Qualität bei verhältnismäßig geringem Platzbedarf gespeichert werden kann. Ein weiterer Schritt zur Digitalisierung, der mit der allgemeinen Verbreitung von Computern einherging, war die Entwicklung von Audioformaten wie z. B. MP3, das eine plattform- und geräteunabhängige Nutzung erlaubt und im Internet in Form von herunterladbaren Musikdateien einen weiteren Verbreitungsweg nimmt.

### Audiovisuelle Medien
Im Verbund mit audiovisuellen Medien wirkt Musik synergetisch. Ihre Verbindung mit Ausdrucksformen wie Schauspiel oder Tanz besteht seit ältester Zeit in rituellem Zusammenhang. Aus der Verknüpfung mit der Dramatik ging die Oper hervor. Die Verbindung mit dem Fernsehen schafft einerseits Öffentlichkeit für und Interesse an musikalischen Inhalten, andererseits entstehen durch sie neue Genres wie die Fernsehoper. Im Film übernimmt die Musik vielfältige Aufgaben, dramaturgische wie unterstützende, gegenüber der bildlichen Aussage. Sie intensiviert die Handlungswahrnehmung, setzt die Absichten des Filmregisseurs um und trägt beim Zuschauer zu einem sinnlichen Gesamteindruck bei. In technischer Hinsicht muss sie exakt mit der optischen Information des Films synchronisiert sein. Entsprechendes gilt für den Einsatz in der Werbung. Ein weiteres Genre stellt das Musikvideo dar. Anders als in der Filmmusik ist es hier Aufgabe des Regisseurs, ein bereits existierendes Musikstück dramaturgisch zu visualisieren. Im Mix mit anderen Medien dient ein Musikvideo in der Regel dem Verkauf der entsprechenden Musik, wenngleich auch hier audiovisuelle Kunst entstehen kann.

### Internet
Musik war bereits während der 1980er Jahre in den Mailboxnetzen und im Usenet ein relevantes Thema. Audiodatenkompression und Streaming Media sowie höhere Datenübertragungsraten machten sie schließlich zu einem festen Bestandteil der Netzkultur. Dabei dient das Internet auf Grund seiner dezentralen Organisation nicht nur zur Information und Kommunikation, sondern schafft auch kontinuierlich neue Inhalte, die teilweise nach kurzer Zeit wieder verschwinden.
Zu den Streaming-Medien zählen Internetradiosender, die entweder das terrestrisch empfangbare Programm herkömmlicher Radiosender im Internet übertragen oder aber ein eigenes, nur über das Internet verfügbares Programm anbieten. Ebenso werden Musikprogramme durch Podcasting übertragen. Eine weitere Einsatzmöglichkeit ist das Bereitstellen herunterladbarer Dateien zur Musikpromotion. Künstler, Labels und Vertriebe bieten teils kostenlose, teils kostenpflichtige Downloads an, die auch durch digitale Verwaltung in ihrer Art und Häufigkeit der Nutzung eingeschränkt sein können oder einem Kopierschutz unterliegen. Einzelne Künstler bieten Werke auch ausschließlich im Internet an, so dass ein Vertrieb der „materiellen“ Tonträger entfällt. Ebenso sind kostenlose Bonustracks erhältlich oder Material, das nicht auf Tonträgern erscheint.
Informationen und Kommunikation über musikbezogene Themen bieten private Homepages, Fanseiten, Blogs und Nachschlagewerke in lexikalischer Form. Webportale nehmen eine bedeutende Funktion für das Musikangebot ein. Während einige Portale ein Angebot an Hyperlinks auflisten, dienen andere der Vermarktung von Musik in Kooperation mit der Musikindustrie. Darüber hinaus existieren Plattformen, die Musikern gegen geringes Entgelt oder kostenfrei online Speicherplatz und ein Content-Management-System zur Verfügung stellen, um ihre selbst produzierte Musik hochzuladen und anzubieten. Sie dienen sowohl der Selbstvermarktung der Künstler als auch der Online-Zusammenarbeit und der Bildung sozialer Netzwerke durch Communitybildung.
Mit Filesharing-Programmen, die auf das Internet zugreifen, werden Musikdateien in einem Peer-to-Peer-Netzwerk zwischen den Internetnutzern getauscht. Wenn es sich dabei nicht um Privatkopien von urheberrechtlich geschütztem Material handelt, stellt dies eine strafwürdige Urheberrechtsverletzung dar, die seitens der Musikindustrie bzw. einzelner Künstler bereits zu Klagen gegen Tauschbörsen und deren Kunden geführt hat, da der Verkauf durch die kostenlosen Downloads über P2P-Programme eingeschränkt würde.

### Musikindustrie
Die Musikindustrie hat sich seit 1945 zu einem hochgradig integrierten, global organisierten Geschäftszweig unter der Führung einiger weniger Unternehmen aus den westlichen Industriestaaten entwickelt. Diese beherrschen den Unterhaltungselektronik- und Massenmediensektor. Die führenden Nationen des Tonträgermarktes – größtenteils der Verkauf von Compact Discs – sind die Vereinigten Staaten, Japan und Deutschland. Neben den so genannten Major-Labels, die den Markt im Wesentlichen beherrschen und durch Konzentration bzw. Zentralisation ein Angebotsoligopol bilden, arbeitet eine große Anzahl von Independent-Labels basisnah auf Nischenmärkten. Dessen ungeachtet bestehen zwischen Majors und Independents auch wirtschaftliche Verbindungen im Bereich Künstler- und Repertoirebetreuung sowie in den Vertriebsstrukturen. Für Unternehmen, die zwischen beiden Kategorien stehen, hat sich der Begriff „Major Indies“ durchgesetzt.

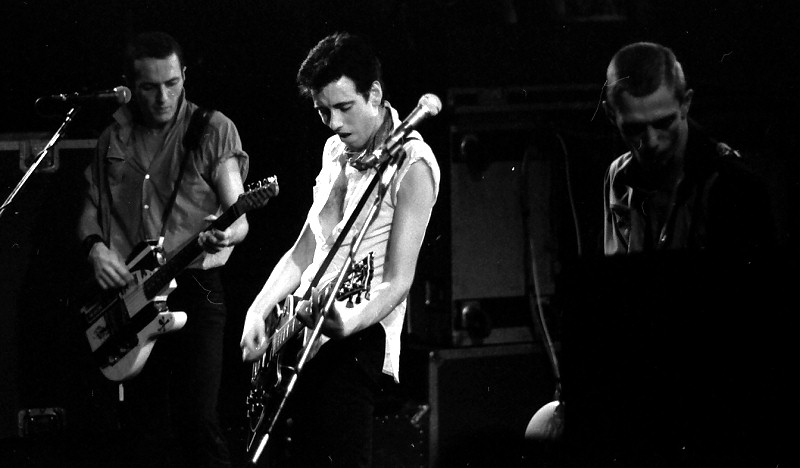
Die britische Punkband The Clash erlangte 1991 mit dem neun Jahre zuvor veröffentlichten Song Should I stay or should I go eine große Medienöffentlichkeit, als ein Werbespot des Bekleidungsherstellers Levi’s ihn nochmals popularisierte. Dies setzte den Erwerb von Lizenzrechten voraus.

Tonträger stellen das Hauptprodukt und damit die größte Einnahmequelle der Musikindustrie dar. Die Sendemedien Rundfunk und Fernsehen verbreiten die Produkte der Tonträgerhersteller in ihren Programmen. Dadurch ist einerseits die Musikindustrie abhängig von den Medien, die andererseits selbst auf das Angebot der Industrie angewiesen sind und durch dessen Nutzung Umsatz erwirtschaften: so weit Urheberrecht und verwandte Schutzrechte für Autoren und Künstler gelten, zahlen die Medien Gebühren für die Nutzung. Die Verwertungsgesellschaften überwachen diese Nutzung. Sie legen die Höhe der Vergütungen fest, die an die Autoren und Interpreten zurückfließt. Von erheblicher Bedeutung für die Popularmusik sind hier Musikfernsehsender, die als Vermarktungsinstrument für Musikvideos zum Zweck der Absatzförderung fungieren. In Einzelfällen können die Gewinne aus der Nutzung von Lizenzrechten den Tonträgerverkauf übersteigen. Diese entstehen aus dem Handel mit Fanartikeln wie T-Shirts, Postern, Postkarten oder Aufklebern.
Ebenso wichtig sind Printmedien. Bis zur Massenproduktion der Schallplatte ruhte das Kerngeschäft auf den Musikverlagen, die vor allem Noten herstellten und Musikalien vertrieben, heute aber vor allem die Urheberrechtsansprüche gegenüber den Medien wahrnehmen. Ferner liegt ihre Arbeit im Handel mit den Schutzrechten am geistigen Eigentum, die bei der Vervielfältigung, Vermarktung und Verwertung von Tonträgern zu beachten sind. Der Stellenwert von Lizenzhandel und Merchandising gewann vor allem in den 1980er Jahren an Bedeutung, als Hunderttausende von Einzelwerken der Popmusik im Rahmen von Kauf und Weiterverkauf kompletter Unternehmenskataloge mehrere hundert Millionen US-Dollar Erlös erzielten. Lizenznehmer sind neben den Medien die Werbebranche und die Konsumgüterindustrie. Die großen Konzerne der Tonträgerindustrie unterhalten dazu eigene Unternehmen. Neben den Tonträgerherstellern umfasst die Musikindustrie Musikproduktionsunternehmen und Tonstudios, Tourneeveranstalter und Künstleragenturen, Groß- und Einzelhandelsunternehmen sowie Musikzeitschriften.

### Musikproduktion

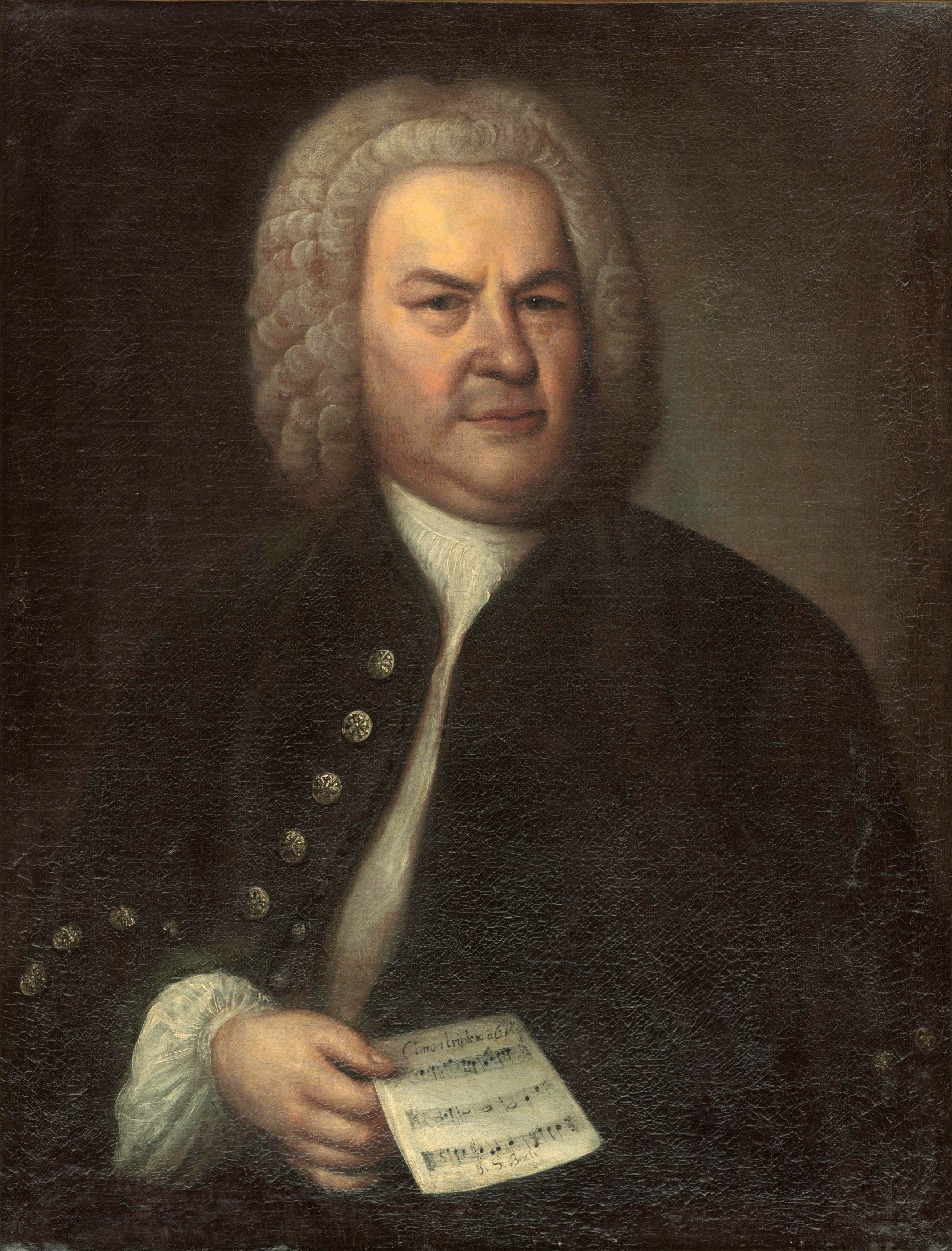
Johann Sebastian Bach, Gemälde von Elias Gottlob Haußmann (1746). Bach war zu Lebzeiten nur regional bekannt und geriet nach seinem Tod in Vergessenheit, bis er „wiederentdeckt“ wurde (Bach-Renaissance). Heute ist seine Musik durch regelmäßige Aufführungen und unzählige Tonträger weltweit bekannt und berühmt.

Musikproduktion ist im Zeitalter der Massenmedien grundsätzlich weiterhin als arbeitsteiliger Prozess möglich. Während früher die Trennung von Komponisten und ausführenden Musikern überwog, ist durch elektronische Produktionsmittel und den Einsatz von Computern auch eine vollständige Produktion durch eine einzige Person erreichbar. Die Arbeitsteilung hat ihre Grundlage in der Übermittlung von Musik in Form von Noten, MIDI-Daten o. Ä., so dass Komponisten und Interpreten spezialisiert handeln können. Während bei der Produktion von „klassischer Musik“ vorwiegend werkgetreue und künstlerisch möglichst hochwertige Aufnahmen im Vordergrund stehen, werden die produktionstechnischen Mittel in den Genres der Unterhaltungsmusik erheblich konsequenter und zielorientierter eingesetzt. Auch der Einsatz der Mittel als Effekte um ihrer selbst willen ist zu beobachten. Gewünscht ist ein möglichst einzigartiges Hörereignis. Spielte im Bereich der Unterhaltungs- und besonders der Filmmusik die Tätigkeit des Arrangeurs für den Klang früher noch eine wichtige Rolle, so steht mit der zunehmenden Digitalisierung und dem Einsatz von Sampling-Technik eher das Sounddesign im Vordergrund.
Enge Verbindungen zu Komposition und Produktion hat der Musikinstrumentenbau. So ist beispielsweise die Geschichte der Klaviermusik nur im Zusammenhang mit der technischen Entwicklung des Instruments im 19. Jahrhundert zu verstehen; Musik wurde und wird instrumentenspezifisch komponiert, wobei technische Verbesserungen des Klaviers – Hammer- und Pedalmechanik, Klangvolumen – von den Komponisten ausgenutzt wurden. Ebenso schlugen sich die Klangverbesserungen der Streichinstrumente, die Intonationssicherheit und Erweiterung des Tonumfangs von Holz- und Blechblasinstrumenten in der Kompositionspraxis nieder, die höhere Anforderungen an die Instrumentalisten stellte.
Die Verbindung von erklingender Musik und Technik erfolgt in der Arbeit des Tonmeisters bzw. Toningenieurs oder Tontechnikers. Dem Musikproduzenten schließlich obliegt die kaufmännische, organisatorische und künstlerische Gesamtleitung.

### Das musikalische Produkt
Die Musikindustrie operiert im Zusammenhang kultureller Prozesse. Auch wenn sie tendenziell monopolistische Strukturen aufweist, sind ihre Verfahrensweisen nicht ausschließlich betriebswirtschaftlich ausgerichtet, da sie den schöpferischen Prozess des Musizierens berücksichtigen muss, um ein Produkt hervorzubringen. Ihre Wirtschaftsmacht entspricht nicht zugleich einer kulturellen Mächtigkeit, die die ästhetischen Wertmaßstäbe der konsumierenden Gesellschaft zu beherrschen in der Lage wäre. So hat sich seit Mitte der 1950er Jahre das Verhältnis des wirtschaftlichen Erfolgs innerhalb der angebotenen Produkte in überbetrieblicher Hinsicht trotz zunehmender Konzertverflechtung nicht verändert. Ungefähr 10 % der jährlich veröffentlichten Produktionen sind wirtschaftlich erfolgreich, wobei 3 % Gewinn erzielen und 7 % lediglich die Kosten decken; die übrigen 90 % der Veröffentlichungen verursachen Verluste. Dem im kulturwissenschaftlichen Diskurs verbreiteten Urteil, die Musikindustrie betreibe eine Kommerzialisierung, steht die Meinung entgegen, ihr Hauptinteresse liege weniger in der Gestalt des Werks als in der wirtschaftlichen Verwertung seiner Rechte.
Dem musikalischen Produkt ist im Gegensatz zur Praxis der traditionellen Musikkultur zu eigen, dass es nur auf dem Trägermedium einer zu seiner Verwertung einmalig erbrachten Werkleistung beruht. Dies Werk wird im Regelfall einmalig komponiert, einmalig interpretiert, auf dem Tonträger festgehalten und verbreitet. Es wird aus dem vorhandenen Repertoire ausgewählt bzw. in der Unterhaltungsmusik häufig eigens verfasst, aufgenommen, produziert, vermarktet und im Einzelhandel vertrieben. Danach erst setzt der soziale Rezeptionsprozess ein. Weder Produktion noch Rezeption von Tonträgern lässt sich also strukturell mit den traditionellen kulturellen Prozessen vergleichen. Anders aber als im öffentlichen Musikleben, das dem Publikum bestehende Musikwerke anbietet, indem die Institutionen danach in einem geeigneten Repertoire suchen, geht die Musikindustrie den entgegengesetzten Weg. Sie versucht dem auf einem Tonträger präsenten Musikstück so kontrolliert wie möglich eine Rezeption aufzubauen. Das entscheidende Moment liegt in der Nachfrage des Produkts, die die Entscheidungen der Verkaufspolitik bestimmt. Diese sind in den verschiedenen Sektoren (Pop, Klassik, Jazz usw.) jeweils unterschiedlich gestaltet.

## Musikwissenschaft
Die Musikwissenschaft erforscht und reflektiert Musik in allen ihren Ausprägungen und Aspekten, beispielsweise die Komposition, Produktion und Rezeption von Musik sowie ihre Funktionen und Wirkungen. Die Musikwissenschaft wird seit dem 20. Jahrhundert in drei Teilbereiche gegliedert, in die historische Musikwissenschaft, die systematische Musikwissenschaft und die Musikethnologie, die Musik in verschiedenen Ethnien und Kulturen erforscht und auch als Vergleichende Musikwissenschaft bezeichnet wird.
Ein Teilgebiet der Musikwissenschaft ist die Musiktheorie, die sich unter anderem mit Harmonik, Tonsatz, Formenlehre und der musikalischen Analyse beschäftigt. Ein ähnliches Themenspektrum hat die Musiklehre – die Bezeichnung bezieht sich auf jenen Anteil der Musiktheorie, der Musikschülern und Studenten im Unterricht vermittelt werden soll.
Zur Musikwissenschaft zählt auch die Musikpsychologie, die Themen wie Musikwahrnehmung, Musikverständnis, musikalische Sozialisation und musikalische Begabung (auch „Musikalität“ genannt) aus psychologischer Sicht bearbeitet.

## Musik und Gesellschaft
Musik findet in der Gesellschaft statt. Sie steht zu ihr in stetiger und gegenseitiger Abhängigkeit und Einflussnahme: sie wird in ihrer Produktion, bei der Komposition und Aufführung von gesellschaftlichen Faktoren beeinflusst, beeinflusst bei der Rezeption wieder die Menschen und damit die Gesellschaft. Musik ist abhängig von den sozialen Rollen der Menschen, die sie erfinden, singen und spielen, hören, verbreiten, sammeln, kaufen, bevorzugen oder ablehnen; sie ist gleichfalls abhängig von den Institutionen, die durch Musik andererseits erst entstehen. Über ethische, ästhetische oder auch andere Werturteile bildet sie Normen in Bezug auf das Verhalten ihr gegenüber. Sie ist in der Lage, soziale Gruppen zu konstituieren und zu verändern.
Musik ist ähnlich wie Sprache ein wesentliches Element einer Kultur und damit Ausdruck der individuellen und kollektiven Identität einer Gesellschaft, Gemeinschaft oder Gruppe. Musik ist damit Träger dieser kulturellen Identität, des sensiblen kulturellen Gedächtnisses und der gewachsenen kulturellen Vielfalt einer Gemeinschaft.

### Musikalische Lebenswelten
Musikalische Lebenswelten bedeuten das, was Menschen als selbstverständliche Umgebung und Umwelt in Bezug auf Musik erleben. Sie stellen die Weltsicht des Individuums dar. Sie werden durch das musikalische Alltagserleben geprägt und prägen wiederum die alltägliche Umwelt des Menschen.

#### Musik im Alltag

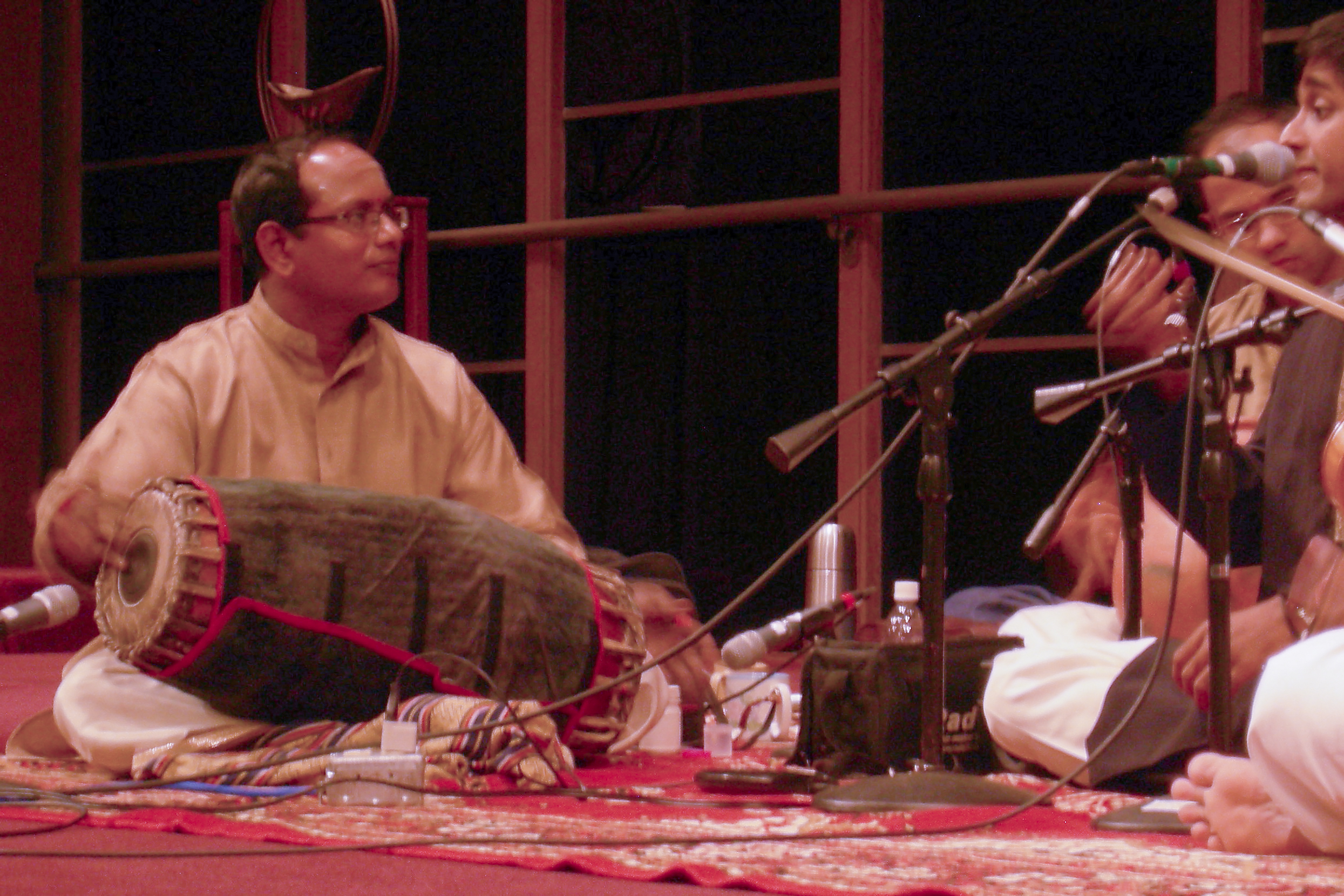
Ein Pakhawaj-Spieler bei einer Aufführung traditioneller indischer Musik. Musikstile sind an soziokulturelle Räume gebunden.

Die historischen und sozialen Wurzeln der Musik im Alltag sind vielfältig. Dies gilt für Gesellschaften aller Ethnien und Epochen und innerhalb dieser für zahlreiche Einzelstrukturen, da Musik einerseits eine universelle Erscheinung ist, andererseits nach innen Gesellschaften differenziert. Musik erfüllt ein Grundbedürfnis nach Fürsorge und emotionaler Hinwendung. Sie gewährt Identifikation mit der sozialen Gruppe und mit sich selbst, sie befriedigt das Bedürfnis nach Heimat und kultureller Zugehörigkeit. Darum ist sie ein Bestandteil der Lebensqualität im Alltag, in dem sie ihre Bedeutung aus ihrem Gebrauch entfaltet.
Die kulturellen Grundlagen der Musikverwurzelung im europäischen Kulturkreis haben sich unterschiedlich stark gehalten. Die Wurzeln der mittelalterlichen christlichen Musikkultur sind hinter dem neuzeitlichen Musikverständnis der Stände- und Fürstengesellschaft zurückgetreten, dieses hinter der bürgerlichen Musikkultur des 19. Jahrhunderts. Selbst das Kulturverständnis dieser Epoche ist nicht unverändert geblieben, es ist in anderen und neuen Formen aufgegangen, z. B. in der Event-Kultur des 20. und 21. Jahrhunderts oder in der Neuen Musik, die nur ein kleiner Ausschnitt des Publikums wahrnimmt. Dem gegenüber steht die Popkultur, die die Mehrheit des Publikums rezipiert.
Die Vielfalt des musikalischen Angebots spiegelt diese Situation wider, da sie analog zu den unterschiedlichen Lebensentwürfen und den kulturellen Bedürfnissen ein Spektrum aller Musikarten umfasst. Sie alle aber können bei Menschen unterschiedlicher sozialer oder kultureller Herkunft oder aus verschiedenen Generationen dieselben Grundbedürfnisse befriedigen.
Für weite Teile bleibt das Kulturmodell des Bürgertums indes noch immer vorbildhaft, da es neben der Identität stiftenden Funktion eine distinktive besitzt, mit der sich der Bürger von anderen Gesellschaftsschichten abgrenzen kann. Andererseits war für das Proletariat des 19. und ist für die Mittel- und Unterschicht des 20./21. Jahrhunderts die Teilhabe an diesem Kulturmodell nicht mehr unbedingt erstrebenswert. Daran haben auch die Massenmedien nichts geändert. Die Teilhabe an unterschiedlichen Musikkulturen ist unterdessen nicht mehr an bürgerliche Orte und Situationen wie einen Konzert- oder Opernbesuch gebunden, sondern lässt sich medial in jeder Lebenssituation verwirklichen.

#### Subkulturen
Musikalische Lebenswelten führen zur Bildung von Subkulturen. Sie ermöglichen es Menschen, ihre kognitiven und emotionalen Entwürfe erfüllend auszuleben. Dies betrifft einerseits Jugendkulturen wie Punk, Hip-Hop oder Gothic, andererseits zählen dazu auch Kenner und Liebhaber von Alter Musik, Oper u. a. musikalischen Teilbereichen. Subkulturen stellen kommunikative Netze dar. Ihre Mitglieder verständigen sich, indem sie sich nicht nur primär über einen gemeinsamen Musikgeschmack definieren, sondern darüber hinaus über den Kleidungs- und Lebensstil, Gruppensprachen und gemeinsame musikbegleitete Handlungen wie Musikfestivals. Damit erzeugen und formen sie alltagskulturelle Schemata. Indem sie Medien darin einbeziehen, konstruierten sie erneut Bestandteile von Lebenswelten. Musik übernimmt in diesem Regelkreis eine Funktion zur Individualisierung des Einzelnen und fordert ihn zur eigenen sozialen Integration auf. Sie ist mittelbar beteiligt an Neukonstruktionen von Vergemeinschaftung und schafft neue Formen der Identitätsbildung. Auch dies ist ein Anzeichen musikalischer Selbstsozialisation, zumal Jugendliche als hoch relevantes Mittel zur Identitätsfindung das aktive Musizieren nutzen, etwa durch autodidaktisches Erlernen von Musikinstrumenten oder Gründen einer Band.

### Musikalische Sozialisation
Die musikalische Vorliebe für einzelne musikalische Richtungen hängt von vielen Faktoren ab wie Alter, Geschlecht und Sozialisation. Die musikalische Sozialisation meint die Ausbildung von Werten, Normen und Regeln in Bezug auf Musik und die Ausbildung musikalischer Kompetenz.

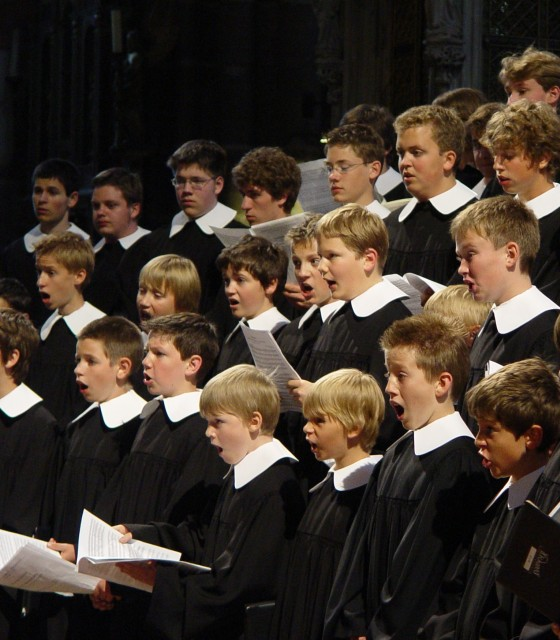
Der Windsbacher Knabenchor bei einem Konzert. Kinder und Jugendliche interessieren sich für Musik. Die musikalische Sozialisation bestimmt, auf welche Weise sie sich der Musik zuwenden.

Musikalische Sozialisation ist wahlfreies Handeln. Zwar können bestimmte gesellschaftliche Institutionen wie Familie oder Kirche sie fördern, es wird jedoch nur in wenigen Fällen negativ sanktioniert (z. B. bei Konsum und Verbreitung rassistischer oder politisch radikaler Musik). Musikpädagogik kann die Sozialisation beeinflussen, wenn der Träger ein Interesse daran zeigt und dazu in der Lage ist. In Ländern, in denen die Schulmusik eine schwache Stellung hat oder nicht existiert, ist dies schwieriger möglich oder sogar unmöglich. Eine normative Sozialisation wird durch die öffentliche Förderung von klassischer Musik und Oper – dem bürgerlichen Bildungskanon – gestützt. Wo diese an Regel-, Musik- und Hochschulen eine Vorrangstellung im Lehrplan besitzt, lenkt sie das Interesse der Sozialisanden auf sich.

#### Sozialisation in Schule und Gruppe
Schule vermittelt zentrale Werte und Prinzipien, zu denen die ästhetische Bildung gehört. Während das gemeinsame Singen, das die Jugendmusikbewegung in den 1920er Jahren in die niederen Schultypen hineintrug, noch bis in die 1950er Jahre der hauptsächliche Berührungspunkt mit Musik gewesen war, wuchs den Schulen allgemein mit der Ausbreitung der elektronischen Medien eine starke Konkurrenz um den Zugang zur Musik. In der Regel haben Kinder bereits im Vorschulalter hinreichende Erfahrung mit Musik gesammelt, und die Schule ist nicht mehr die erste Enkulturationsinstanz.
Eine wichtige soziale Funktion von Schule besteht indessen darin, gleichaltrige Jugendliche zusammenzubringen, so dass sich Gruppen bilden. Die Mehrzahl der Jugendlichen ist in Gruppen eingebunden. Da Musikhören wenigstens als Nebenbeschäftigung zu den häufigsten Freizeitinhalten bei Jugendlichen gehört, spielt die Orientierung nach dem wahrgenommenen Musikgeschmack anderer eine Rolle beim Anbahnen sozialer Kontakte. Jugendliche nehmen Musikgeschmack als Persönlichkeitsmerkmal wahr.
Innerhalb der Gruppen wird Musik häufig thematisiert. Es finden gegenseitige Anpassungen des Musikgeschmacks statt, um kognitive Dissonanzen in Bezug auf die Gruppe zu vermeiden. So entsteht im Gegenzug kollektiv geteiltes Wissen, das den Zusammenhalt der Gruppe stärkt. Analog dazu werden Abneigungen gegenüber anderen Musikstilen, d. h. gegenüber dem Musikgeschmack distanzierter Gruppen, ähnlich homogen betrachtet.

#### Sozialisation durch Medien
Die audiovisuellen Medien sind in der zweiten Hälfte des 20. Jahrhunderts zum einflussreichen Enkulturationsfaktor geworden. Dieser Wandel betrifft nicht nur die Art der Musik, die gehört wird, er betrifft vor allem die Umstände der Mediennutzung. Einerseits wird Musik weiterhin nebenbei gehört, z. B. bei den Hausaufgaben, andererseits erlauben mobile Abspielgeräte (Kofferradio, Walkman, MP3-Player) Musikkonsum an jedem beliebigen Ort. Es zeigt sich außerdem, dass vor allem Jugendliche Musik nicht in der Gruppe oder als Publikum, sondern häufig alleine hören. Dies spricht auch für einen Umgang mit Musik im Sinne einer Selbstsozialisation.
Der Einflussgrad der Medien besteht in der immer leichteren Verfügbarkeit von Musik. Da Musikhören lustbetont ist, ist Mediennutzung effizient und rational. Ein Sozialisationseffekt besteht darin, dass der einzelne Mediennutzer das Angebot nicht bestimmen oder überblicken kann und fremdbestimmte Wissensstrukturen über Musik aufbaut. Ein weiterer Grund liegt in subliminalen Reizen, die der Nutzer nicht oder nicht vollkommen kontrollieren kann. Dies sind vorwiegend neurophysiologisch bedeutsame Effekte wie Bahnung oder Lernen am Modell, die eine Konditionierung des Hörers erzeugen. Da sie auf der tiefsten Stufe der neuronalen Informationsverarbeitung ansetzen, die sich dem Bewusstsein entzieht, sind sie entsprechend wirksam und lassen sich nicht durch Aufklärung verhindern.

### Musikpädagogik
Die Musikpädagogik ist eine eng mit anderen pädagogischen Bereichen verbundene Wissenschaftsdisziplin, die die theoretischen und praktischen Aspekte von Bildung, Erziehung und Sozialisation in Bezug auf Musik umfasst. Sie greift einerseits die Erkenntnisse und Methoden der Allgemeinen Pädagogik, der Jugendforschung und Entwicklungspsychologie sowie mehrerer musikwissenschaftlicher Teilbereiche auf, andererseits die Praxis des Musizierens und der Musikübung. Ihre Ziele sind die musikalische Akkulturation und der reflektierende Umgang mit Musik im Sinne einer ästhetischen Bildung.
Die Grundgedanken der Schulmusik gingen von der Jugendmusikbewegung aus, deren stärkster Förderer Fritz Jöde vor allem das gemeinsame Singen von Volksliedsätzen propagierte und das praktische Musizieren vor die Musikbetrachtung stellte. Dies stieß nach 1950 u. a. bei Theodor W. Adorno auf Kritik, der die gesellschaftliche Bedingtheit des Kunstwerks und dessen kritische Funktion nicht ausreichend berücksichtigt sah.

„Der Zweck musikalischer Pädagogik ist es, die Fähigkeiten der Schüler derart zu steigern, daß sie die Sprache der Musik und bedeutende Werke verstehen lernen; daß sie solche Werke so weit darstellen können, wie es fürs Verständnis notwendig ist; sie dahin zu bringen, Qualitäten und Niveaus zu unterscheiden und, kraft der Genauigkeit der sinnlichen Anschauung, das Geistige wahrzunehmen, das den Gehalt eines jeden Kunstwerks ausmacht. Nur durch diesen Prozeß, die Erfahrung der Werke hindurch, nicht durch ein sich selbst genügendes, gleichsam blindes Musizieren vermag Musikpädagogik ihre Funktion zu erfüllen.“

Die Kritik erzeugte in ihrer Folge eine Öffnung des Musikunterrichts für viele Richtungen, u. a. für die Ideen der Aufklärung in den Schriften des Pädagogen Hartmut von Hentig. Vorstellungen wie Kreativität und Chancengleichheit wurden ebenso wichtig wie eine kritische Wahrnehmungserziehung zum emanzipierten Verhalten in einer akustisch zunehmend überladenen Umwelt. Auch Popularmusik und Musik außerhalb des europäischen Kulturkreises spielen seitdem eine Rolle. Neue Strömungen außerhalb der Schulpädagogik stellen musikalische Erwachsenenpädagogik und Musikgeragogik für alte Menschen dar.

### Förderung von Mitgefühl und sozialem Zusammenhalt durch Musik
Studien belegen, dass Musik Empathie sowie soziales und kulturelles Verständnis unter Zuhörern fördern kann. Zudem vergrößern musikalische Rituale in Familien und Peer-Gruppen dort den sozialen Zusammenhalt unter den Teilnehmern. Interesse und Musikgeschmack sind Teile der Identität und sorgen somit gleichzeitig für ein Gemeinschaftsgefühl oder eine Abgrenzung gegenüber anderen Menschen. Somit erfüllt Musik unterschiedliche Funktionen im Aufbau zwischenmenschlicher Beziehungen. Zu den Wegen, auf denen Musik diese Wirkung entfaltet, zählen nach derzeitigen Erkenntnissen auch die Gleichzeitigkeit (Synchronizität) der Reaktion auf Musik sowie Nachahmungseffekte. Schon kleine Kinder entwickeln mehr prosoziales Verhalten gegenüber Menschen, die sich synchron mit ihnen bewegen. Musik erfüllt für Kinder und Jugendliche eine weitere wichtige Sozialisationsfunktion. In vielen Situationen kann durch das Hören von Musik das eigene Empfinden aufgearbeitet und somit der Umgang mit der Realität erleichtert werden.

### Der Einsatz von Musik in der Psychotherapie
In der Verhaltenstherapie gibt es unterschiedliche Verfahren, in denen Musik als Intervention eingesetzt wird. Im Skilltraining beispielsweise nimmt Musik eine wichtige Rolle ein. Sie kann dabei als ablenkender Faktor fungieren oder durch die Fokussierung auf den auditiven Sinn als Beruhigung wahrgenommen werden. Bei der Behandlung eines Tinnitus wird Musik eingesetzt, um Ablenkung und Entspannungs- sowie Einschlaftechniken zu trainieren und damit die Symptome des Tinnitus in den Hintergrund zu rücken. Häufig kommt Musik beim Entspannungs- und Achtsamkeitstraining zur Anwendung.
Die Psychoanalyse nutzt Musik bewusst, um Interaktionen zwischen Patienten und Therapeuten herzustellen. Ein wichtiger Moment ist die Stille in der Pause, die nach einem Musikstück eintritt. In dieser kann das Davor nachwirken und das Danach Form annehmen. Diese Pause wird auch in der Psychoanalyse gezielt eingesetzt. Gemeinsames musikalisches Improvisieren führt zu einem Reagieren aufeinander und kann dabei helfen, Emotionen und Impulse in der Therapie in Worte zu fassen.

### Musiktherapie
Die Musiktherapie setzt Musik im Rahmen einer therapeutischen Beziehung gezielt ein, um die seelische, körperliche und geistige Gesundheit wiederherzustellen, zu erhalten und zu fördern. Sie steht in enger Beziehung mit der Medizin, den Gesellschaftswissenschaften, der Pädagogik, Psychologie und Musikwissenschaft. Die Methoden folgen den unterschiedlichen (psycho)therapeutischen Richtungen wie den tiefenpsychologischen, verhaltenstherapeutischen, systemischen, anthroposophischen und ganzheitlich-humanistischen Ansätzen.
Die Nutzung von Musik zu therapeutischen Zwecken unterliegt historisch den sich wandelnden Vorstellungen des Musikbegriffs wie der jeweiligen Vorstellungen von Gesundheit, Krankheit und Heilung. Bereits bei den Naturvölkern kam der Unheil abwehrenden und magischen Kraft von Musik eine große Bedeutung zu. Sie ist im Tanach erwähnt bei der Heilung Sauls durch Davids Spiel auf dem Kinnor (1 Sam 16,14 ff. ) und in der griechischen Antike als Kathartik, d. h. Reinigung der Seele. Unterschieden werden kann zwischen der Annahme von magisch-mythischen, biologischen und psychologisch-kulturgebundenen Wirkungsmechanismen. Zu berücksichtigen ist jeweils, dass Methoden nicht ohne Weiteres außerhalb ihres jeweiligen kulturhistorischen Kontextes anwendbar sind.
Die heutigen Anwendungsbereiche der Musiktherapie liegen teilweise im klinischen Bereich, wie Psychiatrie, Psychosomatik, Neurologie, Neonatologie, Onkologie, Suchtbehandlung und in den verschiedenen Bereichen der Rehabilitation. Arbeitsfelder finden sich aber auch in nicht-klinischen Bereichen wie Heilpädagogik, in Schulen, Musikschulen, in Einrichtungen der Alten- und Behindertenhilfe und der frühkindlichen Förderung. Musiktherapie findet in allen Altersgruppen statt.
Den Beruf des Musiktherapeuten auszuüben erfordert den Abschluss in einem anerkannten Studiengang, der in zahlreichen Ländern an staatlichen Hochschulen gelehrt wird.

### Frauen und Musik
Die Rolle der Frau in der Musikgeschichte wie in der zeitgenössischen Musik ist Gegenstand umfangreicher Forschungen. Insbesondere durch die Zweite Frauenbewegung der 1970er Jahre rückten die Beiträge von Frauen zur Musikkultur in den Fokus des Interesses. Dabei zeigte sich, dass vieles in der Vergangenheit „auf seltsame Weise verschüttet worden“ war.
Die weltweit bedeutendste Forschungsstätte zu diesem Themenkreis – das Archiv Frau und Musik – befindet sich in Frankfurt am Main. Es wurde 1979 von der Dirigentin Elke Mascha Blankenburg (1943–2013) gegründet.

### Sozialgeschichte
Seit dem Hochmittelalter hat sich das musikalische Leben in sozialer wie in technischer Hinsicht vielfach gewandelt. Die Eckpunkte dieser Entwicklung sind der Übergang vom Feudalismus zur Ständegesellschaft, der Aufstieg des Bürgertums, schließlich das Entstehen der Massengesellschaft. In diesem Wechsel änderte sich nicht nur die Musik, sondern auch das, was als Musik angesehen wurde, und letztlich auch ihr Wesen und ihre Funktion. Die Einführung von Medien stellt den Stand der technischen Grundausstattung der Gesellschaft dar, die Musik herstellt, verbreitet und wahrnimmt. Dies sind im Wesentlichen fünf Schritte: Schrift, Buchdruck, Schallaufzeichnung, elektronische und digitale Medien. Sie sind jeweils die Kommunikationskanäle, unabhängig von den Inhalten und ihren sozialen Bedingungen. Erst gemeinsam mit den Codes entfalten sie produktive Kräfte.
Zwischen Codes und Medien besteht ein dialektisches Verhältnis. Bedienen sich die Codes bestimmter Materialien wie Papier oder elektrischer Energie, so formen sie diese in mitteilbare Information um. Zugleich müssen sich die Codes aber dem Medium anpassen. Damit sind Codes ebenso entscheidend wie die Trägermedien dafür verantwortlich, wie sich Kunst entwickelt. Diese Entwicklung ist das Ergebnis gesellschaftlicher Entscheidungen – wirtschaftlicher, politischer, rechtlicher, ideologischer und ästhetischer – für den Einsatz von Medien und Codes.

#### Der Weg zur bürgerlichen Musikkultur

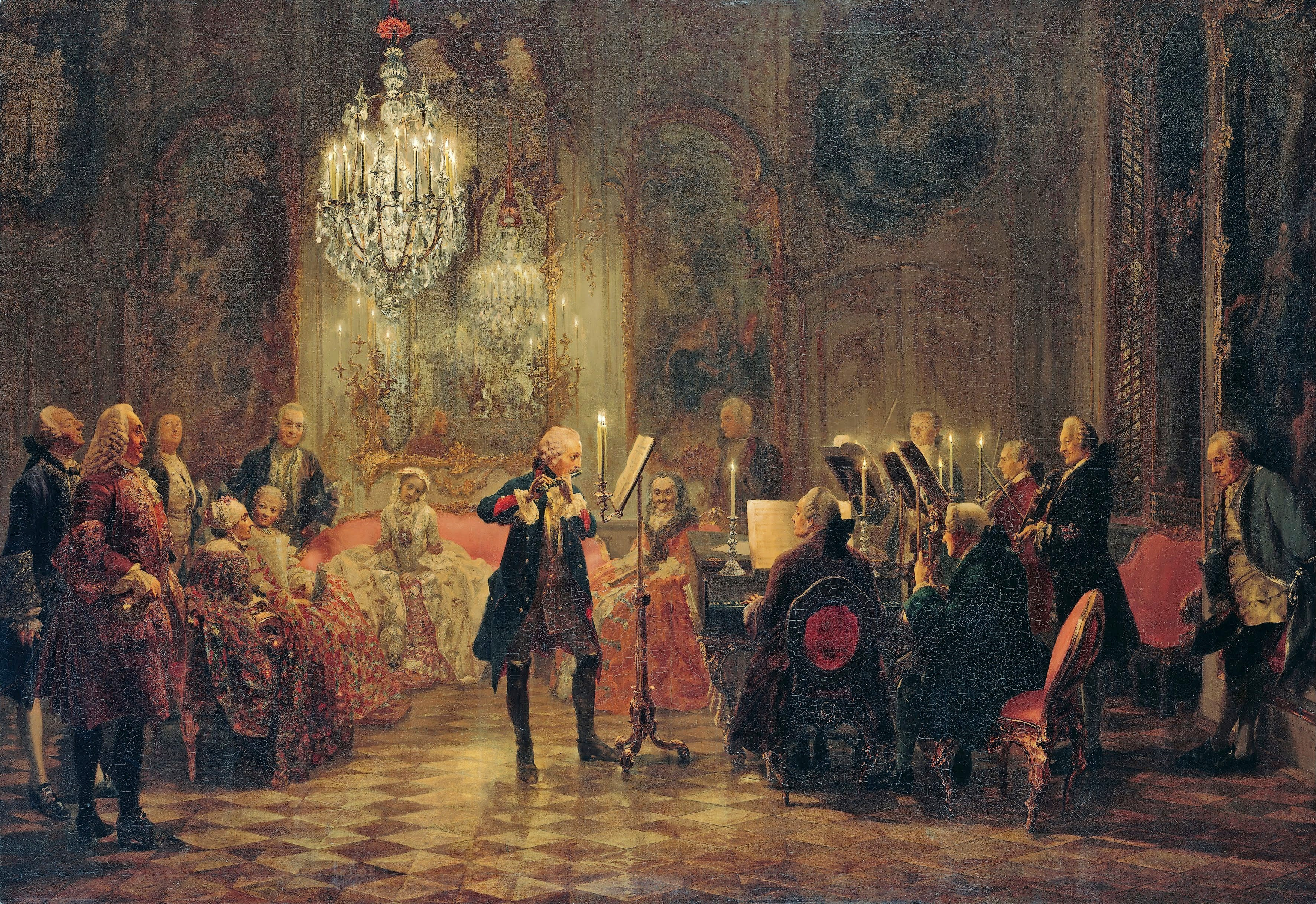
Adolph Menzels Gemälde Flötenkonzert Friedrichs des Großen in Sanssouci (1852) zeigt den König von Preußen als Flötisten, Carl Philipp Emanuel Bach sitzt am Cembalo.

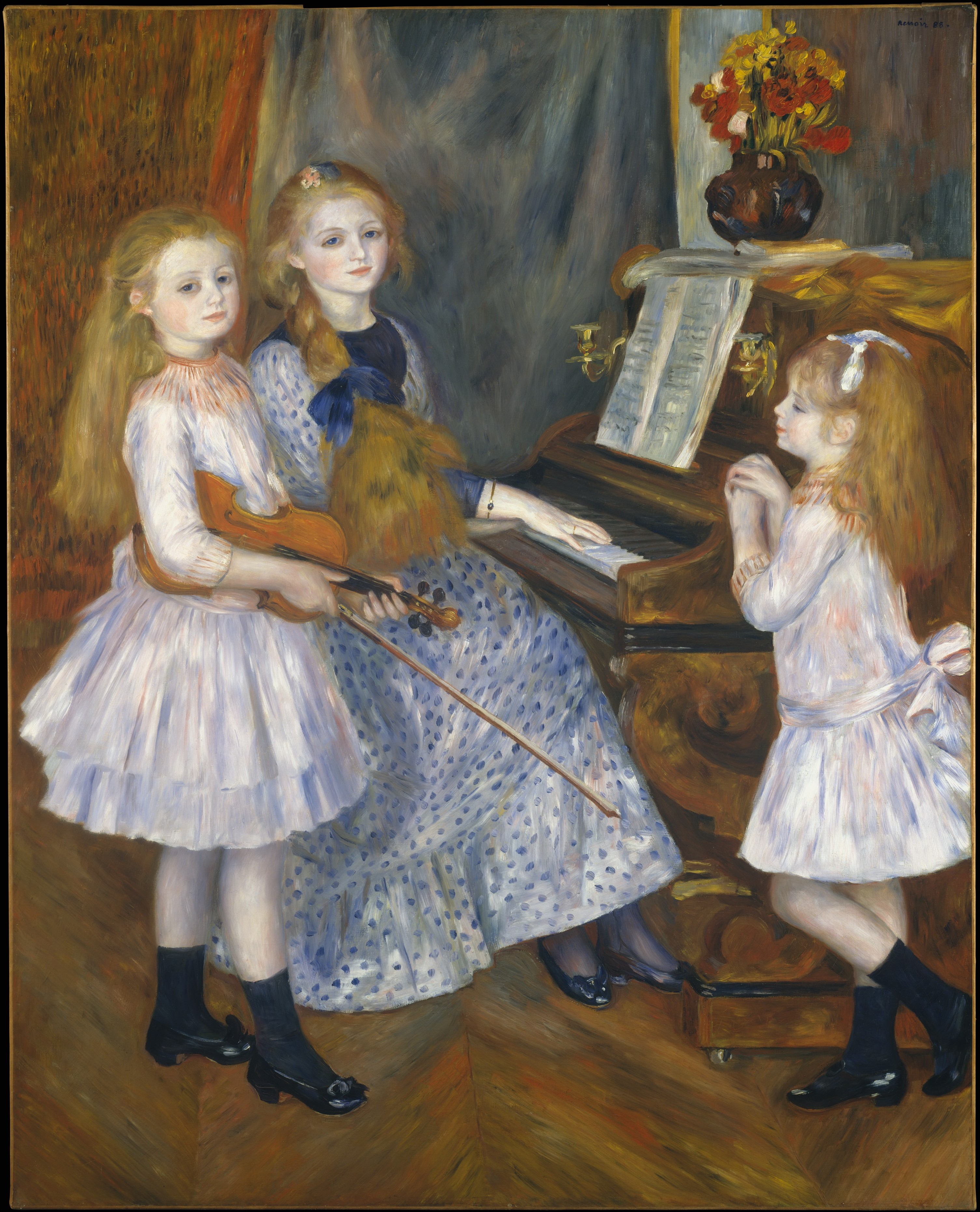
Pierre-Auguste Renoirs Porträt der Töchter von Catulle-Mendès am Klavier (1888). Instrumentalunterricht gehörte damals zur Erziehung der höheren Töchter.

Die Grundlagen für die europäische Musikkultur bestanden bereits seit dem Spätmittelalter. Der Wandlungsprozess setzte ein bis zur technischen Entwicklung des Notendrucks und nutzte die sich entfaltenden Notationsmöglichkeiten bis zur Mensuralnotation. Diese Mittel verbesserten Produktion und Verbreitung von Musik bedeutend und erlaubten eine praktische Kontrolle; die aufkommende kontrapunktische Verregelung der Musik, die Qualifizierung von Zusammenklängen in einem System aus Konsonanzen und Dissonanzen und die Stimmführung in der sich entwickelnden Polyphonie ließen sich durch eine einheitliche grafische Ordnung leichter bestimmen und prüfen. Die allgemeinen Folgen der Differenzierung waren die Rollenverteilung in die Bereiche Komposition, Interpretation und Distribution.
Der Komponist als autonomer Schöpfer des musikalischen Kunstwerks trat als Individuum aus der mittelalterlichen Anonymisierung heraus, während die immer komplexeren musikalischen Gebilde einer technisch angemessenen Interpretation durch den Musiker bedurften. Die Nachfrage nach Musik bestand bei Kirche und Fürstenhöfen und förderte die Entstehung neuer Werke. Das Bürgertum als politisch und wirtschaftlich bestimmende Schicht schloss sich dem an. Waren im Mittelalter, z. B. bei Minnesängern und Trobadors, Komponisten immer auch Interpreten ihrer eigenen Werke und traten in einer bestimmten Funktion auf, so entstand ab der Neuzeit ein arbeitsteiliger Markt mit differenzierten Berufsbildern: Komponist, Sänger, Instrumentalist, Verleger und Händler.
Zunächst blieben Komponisten und Interpreten an die Patronage von Kirche und Höfen gebunden, die Musik forderte, aber auch Musik förderte und in ein Mäzenatentum mündete. Der Komponist stieg vom Dienstleister zum Prestigeträger des Fürsten auf, der ihm nicht selten durch privaten Musikunterricht verbunden war. Die Kirche bot zahlreichen Musikern Anstellung und akzeptierte ihre zunftmäßige Organisation in den Städten. In der bürgerlichen Gesellschaft und im beginnenden Kapitalismus endlich wird der Komponist ein Subjekt auf dem freien Markt. Er bietet seine Werke, die er ohne einen Auftraggeber schafft, einem anonymen Publikum aus Musikinteressierten an. Als vermittelnde Instanzen treten Verlage und Handel dazwischen, die die Grundlage eines neuen Industriezweigs bilden. Auf der Gegenseite förderte diese Herausbildung abstrakter Marktverhältnisse auch das „Künstlertum“, d. h. die soziale Rolle des Komponisten als einer nicht mehr in die Gesellschaft integrierten Person, die mehr und mehr Außenseiter wird.
Die parallele Entwicklung im Bereich der Unterhaltungsmusik setzte dagegen erst im späten 18. Jahrhundert ein. Bis dahin waren Volks- und Unterhaltungsmusiker sozial schlecht gestellte städtische Spielleute oder Spezialisten innerhalb der Dorfgesellschaft. Es gab hier nach wie vor keine Arbeitsteiligkeit, nur mündliche Überlieferung der Musik und eine wenig differenzierte Funktion des Musikmachens: Volksmusiker waren in den Alltag und die Abläufe des Kirchenjahrs eingebunden, übernahmen aber auch die Rolle des Informationsübermittlers, etwa durch den Moritaten- und Bänkelsang. Mit der Industrialisierung kam auch in der Unterhaltungsmusik die Nachfrage nach „professioneller“ Musik.
Die spezifisch bürgerliche Salonmusik entstand ebenfalls im 19. Jahrhundert. Sie bestand größtenteils aus leichten Arrangements von Kunstmusik für die wohlhabenden Haushalte. Vor allem für das Klavier und kleine Hausmusikensembles wurden leicht spielbare und effektvolle Stücke hergestellt. Sie dienten als Spielmaterial für den Musikunterricht. Carl Czernys Schule der Geläufigkeit und andere Übungsmusik bildeten die Ausrüstung für den bürgerlichen Musiklehrer, der als neuer Beruf erschien.
Besonders im Deutschen Kaiserreich traten Gesangvereine, als Neuerung auch Männerchöre hervor. Ein gedrucktes und überregional verbreitetes Repertoire an Chorwerken stiftete soziale Identität, die Sängerfeste des Deutschen Sängerbundes wurden zum Ausdruck der nationalkulturellen Identitätsbildung. Einfachere Reisemöglichkeiten, Eisenbahn und Dampfschifffahrt, begünstigten zudem diese Massenveranstaltungen. Das Virtuosentum im Konzertsaal belebte den Musikmarkt und schuf die ersten international bekannten Stars wie Franz Liszt und Niccolò Paganini. Das Urheberrecht, das bis zum Ende des 19. Jahrhunderts das expandierende Verlagswesen und Konzertleben der europäischen Länder regelte, stärkte die Komponisten. Ihre Einkommensverhältnisse besserten sich nachhaltig und sie bekamen erstmals die Kontrolle über ihre Werke und die Abgeltung aus deren Nutzung. Damit wurde der Komponistenberuf auch juristisch anerkannt und der Schwerpunkt der schöpferischen Produktion lag nun endgültig in der Hand der Künstler selbst.

#### Öffentliche Musikkulturen

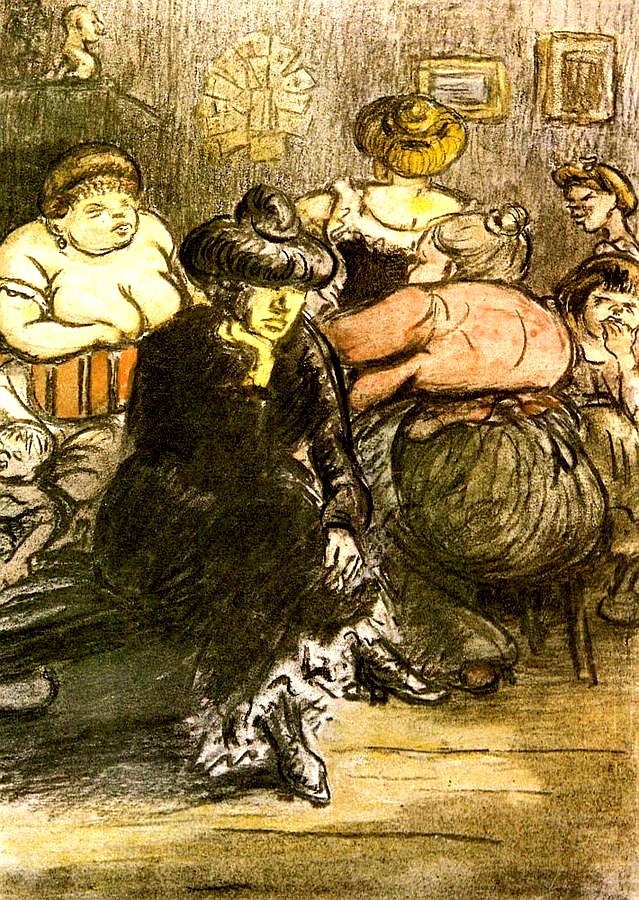
Heinrich Zilles Pastell Garderobe in einem Vorstadtvarieté (1904). Unterhaltungsmusik war eine andere Welt als die bürgerliche Kunstkultur.

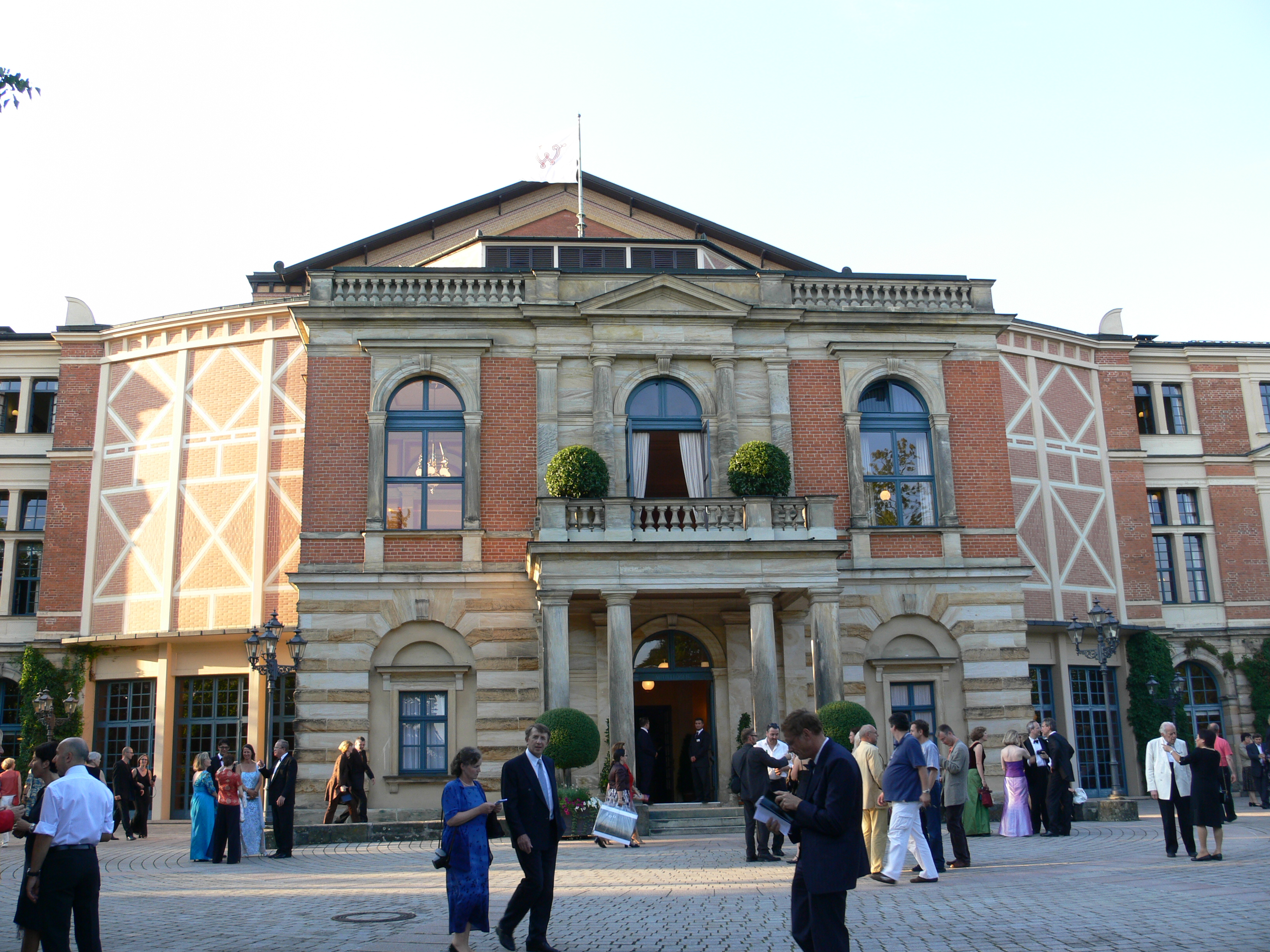
Das Richard-Wagner-Festspielhaus auf dem Grünen Hügel in Bayreuth. Hier finden jährlich die Bayreuther Festspiele statt.

Die Erfindung des Notendrucks half zwar, Musik schneller und weiter zu verbreiten, doch waren die Auflagen bis zum Ende des 18. Jahrhunderts immer noch recht gering. Der Notendruck war eher ein Mittel zur Dokumentation und zur medialen Vermittlung des Musiktextes an den Interpreten. Eine breite Käuferschicht fanden Noten noch nicht. Allerdings unterstützen frei verfügbare Noten die entstehende öffentliche Musikkultur, namentlich im italienischen Opernwesen um die Mitte des 17. Jahrhunderts und im englischen Konzertwesen seit dem frühen 18. Jahrhundert. Das bürgerliche Musikleben begann sich unter deren Einflüssen sozial und wirtschaftlich zu entfalten. Zunächst hielten Gasthäuser und öffentliche Säle als Aufführungsorte her, später wurden die ersten Konzerthäuser als spezialisierte Spielstätten für die Konzertmusik errichtet – unter Mitwirkung der städtischen Verwaltungshoheit.
Die Erfindung der Lithografie im Jahr 1796 führte unmittelbar zu qualitativ besseren Druckergebnissen und größeren Auflagen im Notendruck. Noten erwiesen sich als profitabel und ein breiter Markt wuchs heran. Damit rückte auch der Warencharakter von Musik in den Vordergrund. In der Mitte des 19. Jahrhunderts überstiegen die Aufführungen von Musik bereits verstorbener Komponisten erstmals diejenigen von noch lebenden. Dies ist auch ein Anzeichen für die Herausbildung eines spezifisch bürgerlichen Kanons und der ihm zugrunde liegenden wertenden Ästhetik.
Im häuslichen Bereich kam dem Klavier eine besondere Rolle zu. Die wichtigsten Merkmale der europäischen Kunstmusik – Mehrstimmigkeit, Kontrapunkt, Modulationsharmonik, wohltemperierte Stimmung des chromatischen Tonsystems – lassen sich auf diesem Instrument klanglich angenehm, technisch einfach und verhältnismäßig preiswert erlernen und reproduzieren. Beide, Klavier und Notendruck, wurden in der bürgerlichen Schicht zu Trägern der Musikkultur. Symptomatisch ist das 1856 von Tekla Bądarzewska komponierte Gebet einer Jungfrau. Es gehört zu einer industriell gefertigten, standardisierten Musik, die später als Inbegriff für musikalischen Kitsch galt.
Noch offensichtlicher war die Marktentfaltung in der Popularmusik. Schon gegen Ende des 18. Jahrhunderts nahmen in den Großstädten die großen Unterhaltungsstätten für die Mittel- und Unterschicht ihren Betrieb auf: Music Halls in England, Cafés in Frankreich, in Deutschland Revue-Theater und Ballsäle, in den USA die Minstrel Shows und aus Frankreich übernommenen Vaudevilles. Die dort gespielte Musik diente zum Tanzen und Mitsingen, nicht aber dem Kunstgenuss.
Die bürgerliche Musikkultur hatte im Großen die Inhalte ihrer kirchlichen und aristokratischen Vorläufer übernommen. Sie unterschied sich aber in ihrem ideologischen Bezug. Während für die Fürsten Musik eine angenehme Zerstreuung war und die Kirche sie religiös funktionalisierte, so suchte das Bürgertum in ihr Bildung und Erbauung und nutzte sie zur Repräsentation. Als Mäzen trat nun der Bürger auf, vermehrt auch die öffentliche Hand. Staaten, Kommunen und Privatvereine finanzierten Bau und Unterhaltung von Opern- und Konzerthäusern. Ihr Ziel war ein öffentliches Musikleben, das dem Bürgertum selbst zu Bildung und Erziehung gereichen könne.
Hier begann die Kulturpolitik. Was als kulturell wertvoll im Dienst der Allgemeinheit erachtet wurde, erhielt auch abseits von wirtschaftlichen Überlegungen Förderung. Die Werturteile fällte eine zunehmend abgeschlossene Teilkultur – Universitäten, Intellektuelle, Künstler und Kritiker – mit der Tendenz zur Selbstreferenzialität, so dass die gesellschaftliche Desintegration der Kunst weiter vorangetrieben wurde. Die Formen der bürgerlich-wertorientierten Kultur übernahmen schließlich auch die aristokratischen Herrscher. Als Gegengewicht zur bürgerlichen Sphäre wuchs die Unterhaltungsindustrie an, die Boulevardtheater unterhielt und als neues Berufsbild den professionellen Entertainer schuf.

#### Rezeptionsformen
Diese Entwicklungen hatten Folgen für die Kunstrezeption. War bis zum Beginn der Neuzeit Musik entweder funktional, z. B. mit Arbeit oder Gottesdienst verbunden, oder hatte sie als Tanz- und Volksmusik Gemeinschaft gestiftet, war also der Umgang mit und der Gebrauch von Musik die herkömmliche Herangehensweise, so wandelte sich dies zur Darbietung von Musik. Sie wurde als Kunstwerk und um ihrer selbst willen aufgenommen. Sie musste sich nicht mehr das Interesse mit anderen alltäglichen Dingen wie Arbeit oder Schlaf teilen, sondern wurde mit großer Aufmerksamkeit gehört. Diese strukturelle Hörweise, die das musikalische Kunstwerk in seiner Form und seinem Gehalt nachzuvollziehen sucht, setzt bereits theoretisches Vorwissen voraus. Damit einher ging die Unterscheidung von Kunst-Musik und „Nicht“-Kunst-Musik, d. h. die Übertragung der Werturteile auf musikalische Genres. Die Unterscheidungsfähigkeit wurde zu einem wichtigen sozialen Merkmal stilisiert; wer den bürgerlichen Kanon nicht nachvollzog, galt als ungebildet. Anders die Unterhaltungsmusik: weder empfand man sie als Kunst noch wurde sie konzentriert gehört. Man hörte sie auch, während man mit Gespräch, Essen, Tanz beschäftigt war, als Konsum einer Dienstleistung.

#### Die Kulturindustrie

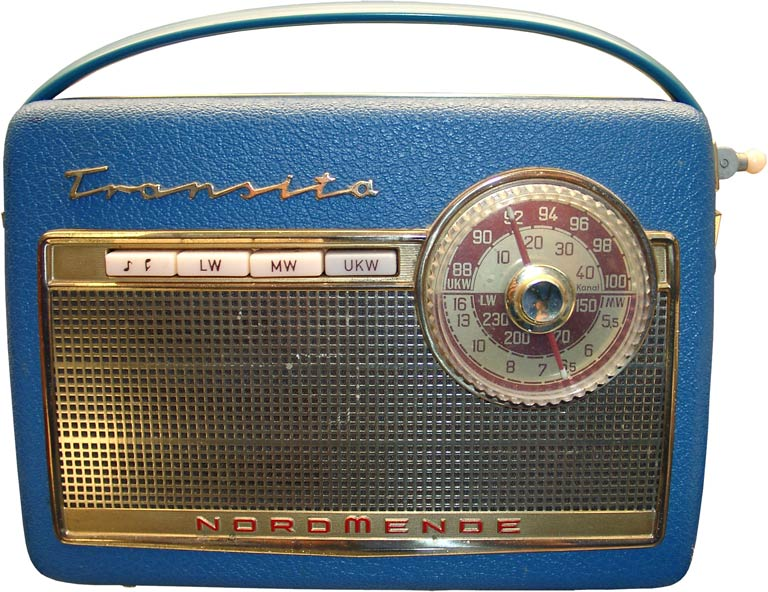
Das Transistorradio Nordmende Transita aus den 1960er Jahren war erschwinglich, tragbar und wurde für viele Jugendliche zum Statussymbol. Das Design galt als vorbildlich.

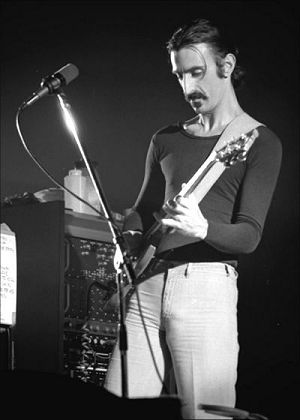
Frank Zappa bei einem Auftritt 1977 in Oslo. Zappa wollte die Produktion und die Vermarktung seiner Werke selbst kontrollieren.

Am Ende des 19. Jahrhunderts setzte eine Wandlung der westlichen Gesellschaft ein, die die Erfindung der Schallaufzeichnung begleitete. Es entstanden Massenmedien, wie Grammophon und Schellackplatte, Rundfunk und Tonfilm. Mit der Erfindung des Kondensatormikrofons setzten die elektronischen Medien ein. Musik wurde nun bis zum Zweiten Weltkrieg vorwiegend medial vermittelt, durch Radio und Musikfilm.
Nach dem Zweiten Weltkrieg begann sich mit dem wachsenden Wohlstand breiterer Gesellschaftsschichten die Konsumgesellschaft zu bilden. Die Nachfrage nach elektrischem Zubehör wie Tonbandgerät oder Transistorradio stieg, das Fernsehen begann sich auszubreiten. Mit der elektrischen Industrialisierung entwickelte sich erstmals eine industrielle Produktion von Musik im eigentlichen Sinne. Sämtliche Prozesse waren nun arbeitsteilig angelegt, wie es im Bereich der Unterhaltung schon zuvor gewesen war.
Das bürgerliche Musikverständnis in Bezug auf Kunst hatte sich seit dem 19. Jahrhundert nicht wesentlich gewandelt. Die Musikindustrie überformte es. Sie übernahm überwiegend die Ökonomisierung des vergangenen Jahrhunderts, die Musikschaffenden wurden zu Arbeitnehmern einer sich konzentrierenden Industrie, die von Tonträgerherstellern und Rundfunkanstalten dominiert wurde. Diese beiden entschieden nun, welche Musik gehört und rezipiert wurde.
Nach und nach kehrte sich die Erwartungshaltung des Publikums um. Die breitere Medienverfügbarkeit des Angebots, das auch in Einzelsektoren des „klassischen“ Tonträgermarktes nicht mehr zu überschauen war, führte zu einer unkonzentrierten und beschleunigten Rezeption. Dies wirkte sich aus auf die Unterhaltungsmusik, auf Jazz, Pop, Rock mit ihren zahlreichen eigenständigen Strömungen wie Punk, Metal, Techno, Hip-Hop, Country, Blues usw., die in der Spannung zwischen weiterer Standardisierung auf der einen Seite, wachsendem Innovationsdruck auf der anderen Seite entstanden.

## Musikalische Semantik

### Musik und Sprache
Überschneidungen von Musik und Sprache sind in Teilbereichen zu finden; beide besitzen Struktur und Rhetorik. Auch in der Musik gibt es eine Syntax, die sich von der Syntax der Sprache jedoch erheblich unterscheidet. Semantik kommt der Musik in der Regel nur durch zusätzliche sprachliche Elemente zu oder kann durch Verschlüsselung innerhalb ihrer Schriftlichkeit entstehen. Letzteres ist aber nicht unbedingt hörbar. Musik ist daher keine Sprache, sondern nur sprachähnlich.

#### Unterschiede
Ein Hauptunterschied besteht darin, was mit Musik ausgedrückt wird. Musik kann keine Denotate mitteilen. Sprache ist sie nur im metaphorischen Sinn, sie teilt kein Bezeichnetes mit. Vielmehr ist sie ein Spiel mit Tönen (und Tonreihen).
Auch eine syntaktische Ordnung, die semantisch getragen würde, ist in der Musik nicht gegeben. Anders als in der Sprache gibt in der Musik weder logische Verknüpfungen noch wahre oder falsche Aussagen.
Die Zeichensysteme von Sprache und Musik sind demnach grundlegend verschieden. Sprache sagt, Musik zeigt, da sie Sinneseindrücke zu Vorstellungen verarbeitet, die sie wiederum dem sinnlichen Erleben vorstellt. Während die Sprache, u. a. mit Hilfe von Definitionen, auf Eindeutigkeit zielt, verfolgen die Künste das entgegengesetzte Ziel: nicht die dinglichen Bedeutungen, sondern die potenziellen menschlichen Werte sind das semantische Feld der Kunst, das sich auf alle möglichen Konnotationen erstreckt.
Musik wird vielfach als „Sprache der Gefühle“ verstanden. Sie ist in der Lage, Emotionen, Affekte und Motivationszustände zu schildern und durch Ausdrucksmuster dem Hörer zugänglich zu machen. Allerdings sind auch diese keine sprachähnlichen Zeichen, da sie entsprechend ihrer psychophysiologischen Grundlagen letztlich als Kontinuum in einem „emotionalen Raum“ erscheinen, d. h. nicht nur als voneinander unterschiedene Gefühlsqualitäten, sondern in Wechselwirkungen und ambivalenten Zuständen und Verläufen auftreten. Der Gestus ihres Ausdrucks ist keine ausdehnungslose logische Struktur – wie sie im Begriffspaar von Bezeichnendem und Bezeichnetem vorliegt –, sondern zeitlicher Natur. Er kann in sich gegliedert sein, in zeitlicher Hinsicht, aber auch durch sich überlagernde Emotionen, z. B. im Gefühlskontinuum „Freude + Trauer → Wut“. Ein Aufschwung kann bereits Trauer in sich haben oder umgekehrt. Mehrere Vertonungen desselben Textes werden als unterschiedlich angemessen empfunden, wie man auch umgekehrt derselben Musik mehrere Texte unterlegen kann, die jeweils mehr oder weniger passend erscheinen.

#### Strukturelle Gemeinsamkeiten
Eine andere Sicht auf das Verhältnis von Musik und Sprache ergibt sich aus der Generative Theory of Tonal Music, entwickelt von dem Komponisten Fred Lerdahl und dem Linguisten Ray Jackendoff. Danach lässt sich zumindest die westliche Musik als ein Ensemble vier verschiedenartiger Strukturen beschreiben, die eine starke Verwandtschaft zu den Strukturen der Sprache besitzen. Auch die Beschreibung dieser Strukturen geschieht nach ähnlichen Prinzipien, nämlich mit Regeln und Wohlgeformtheitsprinzipien, wie sie in der Generativen Grammatik auch für die Sprache angesetzt werden.

### Musikalische Symbolik
Musikalische Symbolik liegt vor, wenn Elemente der Musik mit einer außermusikalischen Bedeutung verbunden sind, auf die sie zeichenhaft verweisen. Der Hörer kann musikalische Symbole zum Teil intuitiv verstehen, während er für Symbole, die auf Konvention beruhen, ein Vorwissen um den Symbolgehalt braucht. Zum Teil ist die Symbolik von den Hörern gar nicht erkennbar.
Verschiedenste Elemente der Musik können als Symbol verwendet werden:
- Motive mit einer bestimmten Charakteristik, z. B. Kreuzmotive als Symbole für Christus
- Tonarten: In der 1. Szene des 2. Aktes von Alban Bergs Oper Wozzeck wird die Banalität des Geldes mit der Tonart C-Dur symbolisiert[99]
- Tonhöhe: In der Affektenlehre standen hohe bzw. tiefe Töne für „Himmel“ und „Hölle“ (Wort-Ton-Verhältnis)[100]
- Intervalle: Seit dem Mittelalter stand der Tritonus als Diabolus in musica („der Teufel in der Musik“) für das Böse[99]
- Einzelne Töne: Im Werk Bernd Alois Zimmermanns steht der Ton d’ für Deus (Gott)[99]
- Rhythmus: Der Rhythmus im Schlusssatz von Mahlers 6. Sinfonie verkörpert das Schicksal[99]
- Tonfolgen als Buchstabenfolgen: Die Tonfolge B-A-C-H wurde von Johann Sebastian Bach und anderen Komponisten als Symbol für den Namen Bach verwendet; Dmitri Schostakowitsch nutzte die Tonfolge D-Es-C-H als Zeichen für seinen Namen
- Details im Notenschriftbild, die nicht hörbar, sondern nur beim Lesen der Noten erkennbar sind, siehe Augenmusik
- Ganze musikalische Werke, wie Nationalhymnen und Landeshymnen

Ein musikalisches Symbol kann je nach musikalischem Kontext in verschiedener Weise zeichenhaft sein. So kann etwa das Motiv des Kuckucksrufs – eine fallende Terz oder Quarte – ein akustisches Bild für einen Kuckuck sein (im Volkslied Kuckuck, Kuckuck, ruft’s aus dem Wald), der Kuckucksruf kann aber auch allgemeiner für das Naturerleben stehen (am Schluss der Szene am Bach in Beethovens 6. Sinfonie) oder die Natur symbolisieren (am Anfang des Kopfsatzes von Mahlers 1. Sinfonie, in dessen Überschrift der Hinweis „Wie ein Naturlaut“ gegeben wird).
In der Filmmusik wird das als „Mickey-Mousing“ bekannte Verfahren eingesetzt, das Geschehen im Film durch musikalische Effekte zu unterstreichen, die zeitlich exakt auf die bewegten Bilder abgestimmt sind.

### Musikalische Signale

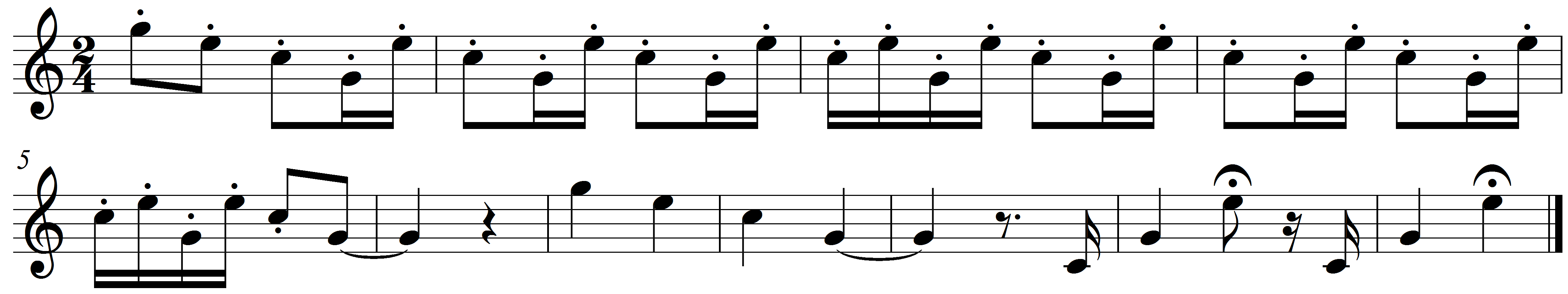
mit der Bedeutung „Fuchs tot“

Ein musikalisches Signal ist Musik, die dem Zweck dient, eine Information zu übermitteln. Typische Beispiele sind Militär- und Jagdsignale, zum Beispiel das Jagdsignal Fuchs tot. Es endet mit dem Halali, mit dem das Ende der Jagd signalisiert wird.
Tonsignale sind ein Sonderfall im Grenzbereich von Musik und akustischer Kommunikation. Glockengeläut oder das Signal des Martinshorns werden nicht zur Musik gerechnet. Das Klingeln des Telefons war früher nur ein Geräusch; auf heutigen Mobiltelefonen können auch Melodien oder andere Musiksequenzen als „Klingelton“ gewählt werden.

## Musik und visuelle Künste
Obwohl vordergründig Musik als reine Zeitkunst und transitorisch, d. h. vorübergehend erscheint gegenüber den statisch-dauerhaften Raumkünsten Malerei, Bildhauerei, Zeichnung, Grafik und Architektur, so ist sie doch von deren räumlichen und nicht-zeitlichen Vorstellungen geprägt und hat sie ebenso mit ihren Anschauungen von Zeitlichkeit und Proportion beeinflusst. Begriffe wie „Tonraum“, „Klangfarbe“ oder „Farbton“, „hohe/tiefe“ Töne und „helle/dunkle“ Klänge und ähnliche Synästhesieausdrücke, die Doppeldeutigkeit von „Komposition“ im musikalischen Denken und in dem der bildenden Kunst gehören zum allgegenwärtigen Beschreibungsvokabular. Die Erfahrung, dass eine akustische Wirkung wie Nachhall oder Echo sich erst im Zusammenhang mit dem Raum einstellt, gehört zum Urbesitz des Menschen. Es sind seit den frühesten theoretischen Auffassungen Parallelen zwischen akustischen und räumlich-visuellen Kunstformen benannt worden.
Auch hinsichtlich der kunstgeschichtlichen Epochen gibt es Gemeinsamkeiten zwischen der Musik und den visuellen Künsten, etwa im Zusammenhang mit der Zeit des Barock. Da sich keine klare Abgrenzung der Epochen vornehmen lässt, werden jedoch die Begriffe Formenlehre (Musik) und Kunststil verwendet.

### Musik und Architektur

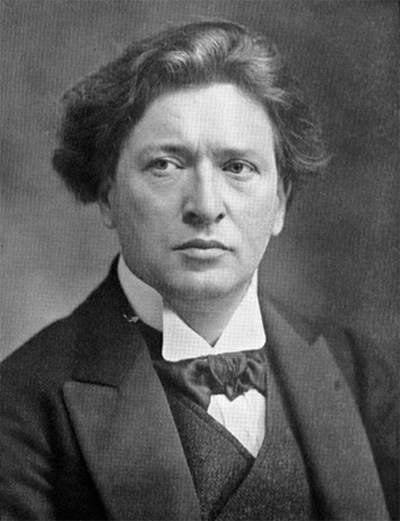
Ferruccio Busoni

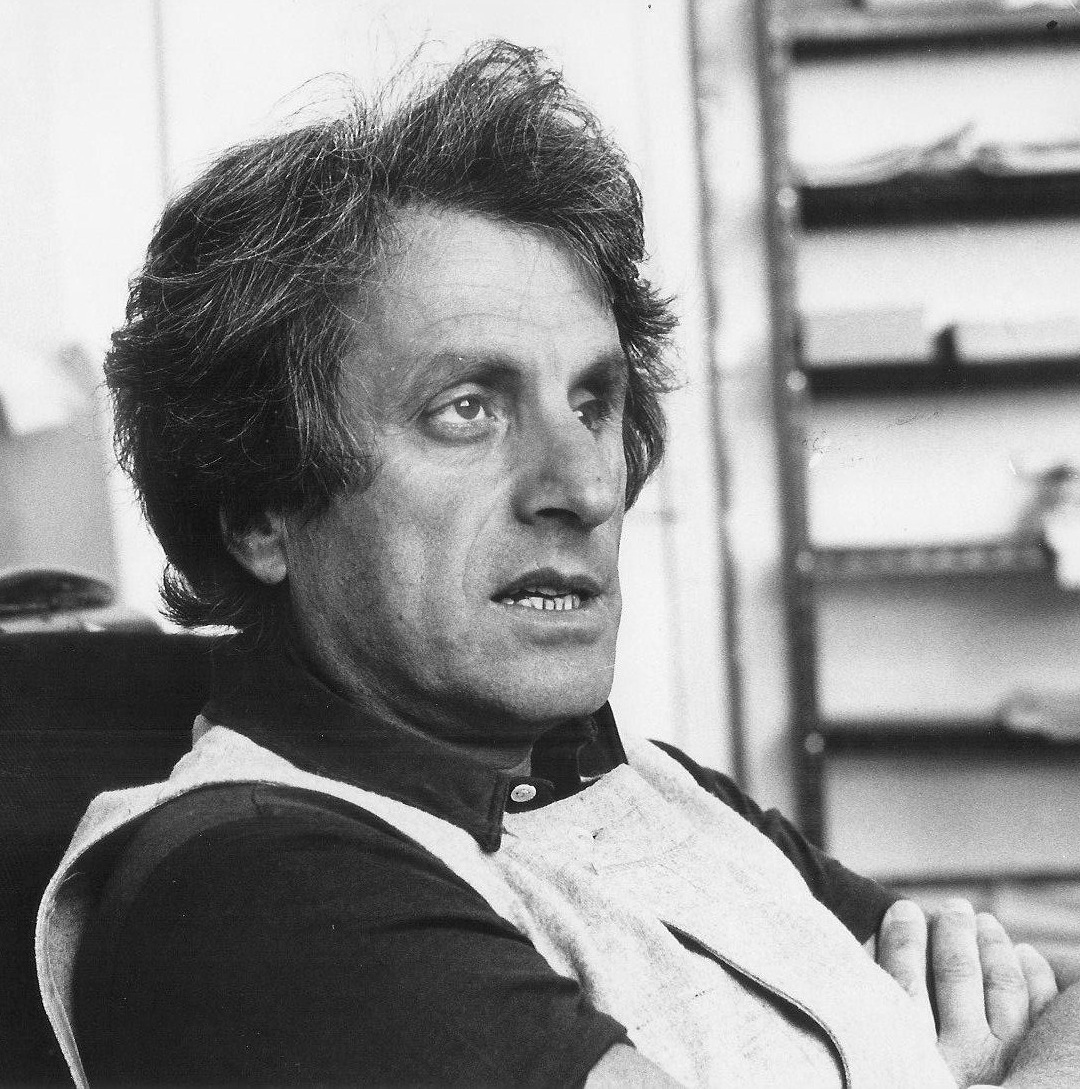
Iannis Xenakis (1975)

Die Vorstellung von der Verwandtschaft zwischen Musik und Architektur existiert seit der Antike. Sie beruht auf den gemeinsamen mathematischen Grundlagen. Die Pythagoreer verstanden die Intervallproportionen als Ausdruck einer kosmischen Harmonie. Musik war nach ihrer Anschauung eine Erscheinungsweise der Zahlenharmonie, die auch in schwingenden Saiten konsonante Intervalle ergibt, wenn deren Längen in einfachen ganzzahligen Verhältnissen stehen. Die Zahlenproportionen galten bis in die frühe Neuzeit als Ausdruck von Schönheit, wie auch nur die Künste, die Zahlen, Maße und Proportionen anwenden, in Antike und Mittelalter als geeignet galten, Schönes zu schaffen. Vitruvs architekturtheoretische Schrift De architectura libri decem nahm ausdrücklich Bezug auf die antike Musiktheorie, die er als Verständnisgrundlage für die Architektur bezeichnete.
Die mittelalterliche Architektur griff die antiken Ideen in christlicher Sinngebung auf. Die Gotik zeigte vielfach Intervallproportionen in den Hauptmaßen der Kirchenbauten. Vorbildhaft war der salomonische Tempel, dessen Gestalt u. a. Petrus Abaelardus als konsonant ansah. Auch komplexe mathematische Phänomene wie der Goldene Schnitt und die Fibonacci-Folge wurden christlich gedeutet. Sie erscheinen gleichermaßen in Filippo Brunelleschis Kuppelentwurf von Santa Maria del Fiore wie auch in Guillaume Dufays Motette Nuper rosarum flores (1436). Das Werk zur Weihe des Doms von Florenz weist dieselben Zahlenproportionen in Stimmverlauf und Werkstruktur auf, die die Architektur der Kuppel bestimmt hatte.
Der Theoretiker Leon Battista Alberti definierte in der Renaissance eine Architekturlehre auf der Grundlage der vitruvianischen Proportionstheorie. Er entwickelte Idealproportionen für Raumgrößen und -höhen, Flächenunterteilungen und Raumhöhen. Andrea Palladios Quattro libri dell’architettura (1570) systematisierte diese Proportionslehre auf der Basis von Terzen, die in Gioseffo Zarlinos Le istituzioni armoniche (1558) erstmals als konsonante Intervalle anerkannt worden waren. Damit vollzog sich ein bis in die Gegenwart reichender Wandel der Harmonik.
Unter dem Einfluss der neuzeitlichen Musikästhetik trat der musikalische Zahlenbezug in der Architekturtheorie allmählich in den Hintergrund. Das Geschmacksurteil als Kriterium der ästhetischen Beurteilung setzte sich durch. Erst im 20. Jahrhundert gerieten Zahlenproportionen als architektonische und musikalische Parameter erneut in den Rang konstruktiver Elemente. Auf architektonischem Gebiet war dies Le Corbusiers Modulor-System. Dessen Schüler Iannis Xenakis entwickelte in der Komposition Métastasis (1953/54) die architektonische Idee in der Neuen Musik. Danach setzte er die kompositorische Gestaltung im Entwurf des Philips-Pavillons auf der Expo 58 in Brüssel architektonisch um.

#### Synthetische Kunstformen
Unter den synthetischen Kunstformen, die nach dem Ende des universell gültigen Harmonieprinzips entstanden, wurde Richard Wagners Konzept des Gesamtkunstwerks bedeutend für das 19. Jahrhundert. Die Architektur nahm darin eine dienende Stellung zur Verwirklichung der musikalischen Idee ein. Sie hatte die praktische Raumumgebung für die Einheit der Künste, d. h. des Musikdramas zu schaffen. Wagner verwirklichte seine Ansprüche im von Otto Brückwald erbauten Festspielhaus in Bayreuth.
Der Expressionismus nahm im frühen 20. Jahrhundert die Kunstsynthese auf. Die zentrale Vision, den Menschen die sozialen Grenzen überwinden zu lassen, führte zu vielen Kunstentwürfen, von denen einige nie realisiert wurden. Dazu gehörte Alexander Nikolajewitsch Skrjabins kugelförmiger „Tempel“ für das Mysterium (1914), ein aus Wort, Klang, Farbe, Bewegung und Duft zusammengesetztes Offenbarungswerk.
Die Kunstströmungen der zweiten Hälfte des 20. Jahrhunderts integrierten musikalische Elemente in multimedialen Formen, in „Klang-Skulpturen“ und „Ton-Architektur“. Architektur bekam zunehmend eine zeitliche, Musik eine Raumkomponente. Karlheinz Stockhausen verband seine Vorstellungen von Raummusik in einem Kugelauditorium, das er auf der Expo ’70 in Osaka installierte. Die Hörer saßen darin auf einem schalldurchlässigen Boden, umgeben von elektronischer Musik. Die im Raum verteilten Lautsprecher erlaubten es, die Klänge im Raum zu bewegen.

#### Architektur und Raumakustik

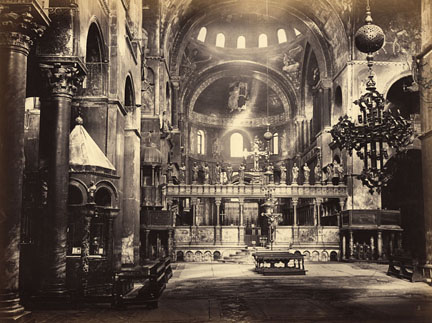
San Marco in Venedig (Carlo Ponti, 1860er Jahre)

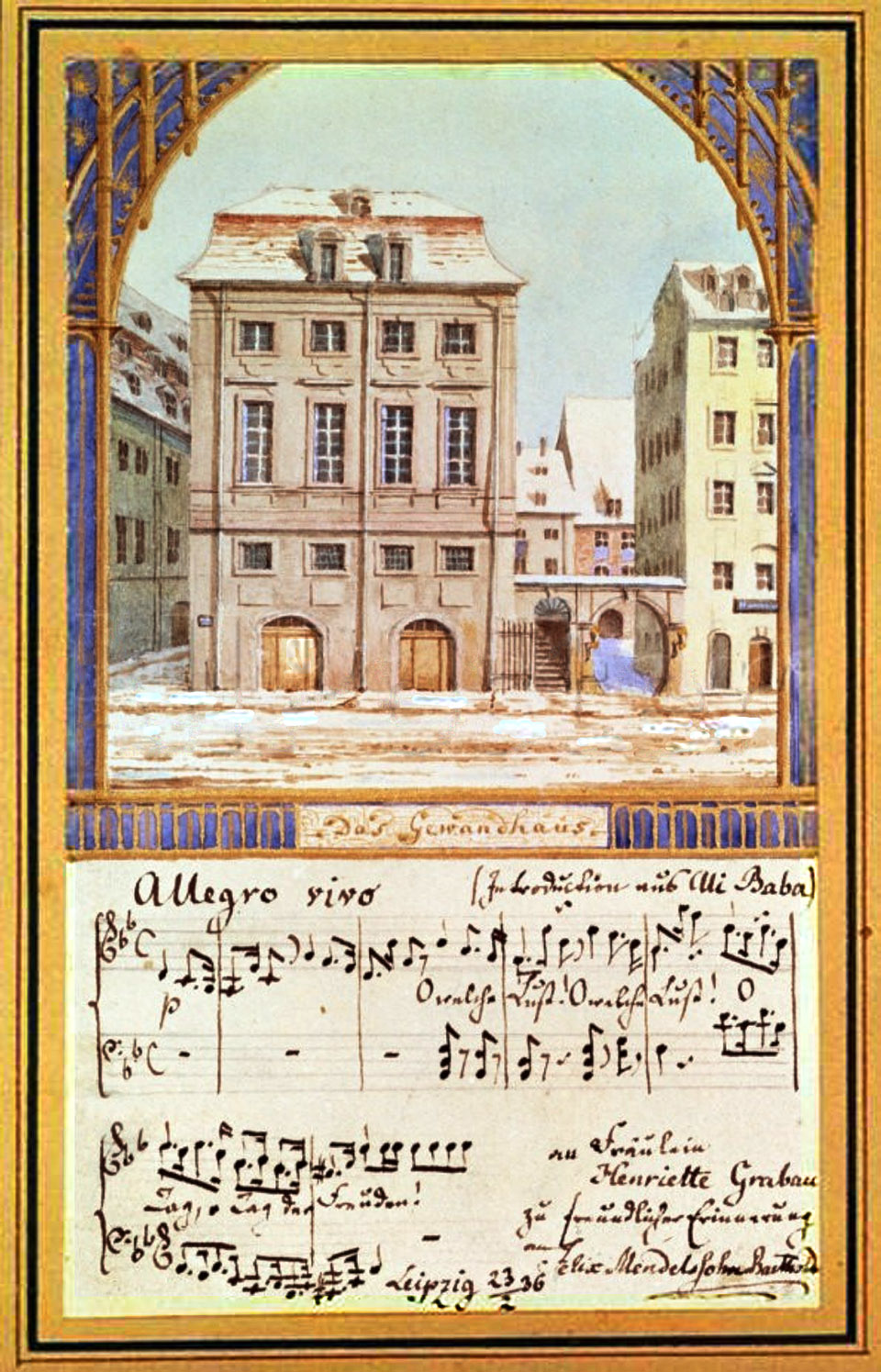
Altes Leipziger Gewandhaus, Aquarell von Felix Mendelssohn Bartholdy (1836)

Der Markusdom war einer der frühen Experimentalräume für Musik. Die Komponisten erforschten die räumliche Wirkung mehrerer Klangkörper und setzten die Ergebnisse in neuen Kompositionen um.
Das Alte Leipziger Gewandhaus bestand nur aus einem ausgebauten Obergeschoss. Gleichwohl erlebte es von 1781 bis 1884 die aufblühende Orchesterkultur der deutschen Romantik.
Die im 16. Jahrhundert entwickelte Mehrchörigkeit, die unter den europäischen Musikzentren vor allem am venezianischen Markusdom gepflegt wurde, nutzte die Wirkung mehrerer Ensembles im Raum. Kammermusik und Kirchenmusik trennten sich nach Instrumentation, Satzregeln und Vortragsweise. Sie passten sich an die Akustik ihrer Aufführungsorte an. Dazu entwickelte die Architektur eigene Raumtypen, die der Musik gewidmet waren und ihrer Aufführung akustisch vorteilhafte Bedingungen schufen. Die ersten Kammern entstanden in den fürstlichen Palästen, später in Schlössern und Stadtwohnungen. Damit änderte sich auch das Hörverhalten: Musik wurde um ihrer selbst willen gehört, frei von funktionaler Bindung und zum reinen Kunstgenuss.
Das öffentliche Konzertwesen entstand gegen Ende des 17. Jahrhunderts in London. Musikveranstaltungen fanden nun nicht mehr nur in Festsälen, Wirtshäusern oder Kirchen statt, sondern in eigens dafür errichteten Konzerthäusern. Zwar fassten die Säle dieser Zeit nur einige Hundert Hörer, hatten noch keine feste Bestuhlung und dienten neben der Musik auch allerlei Festanlässen, sie wiesen aber bereits eine erheblich verbesserte Raumakustik auf, in der die Orchestermusik zur Geltung kam. Vorbildhaft war der erste Bau des Leipziger Gewandhauses (1781). Nach seiner Gestaltung als schmaler und langer Kastensaal mit Bühnenpodium und ebenem Parkett entstanden im 19. Jahrhundert viele weitere Säle, die das kulturell interessierte Bürgertum als Stätten der Musikpflege nutzte.
Insbesondere die sinfonischen Werke der romantischen Musik mit ihrer vergrößerten Orchesterbesetzung profitierten von den Konzerthäusern. Die Akustik dieser Säle verband Klangfülle mit Durchhörbarkeit; die schmale Bauform führte zu starker Reflexion des Seitenschalls, das im Verhältnis zur Innenfläche große Raumvolumen optimierte die Nachhallzeit auf ein Idealmaß von anderthalb bis zwei Sekunden. Die Größe der Säle – sie fassten nun ungefähr 1.500 Hörer – folgte daraus, dass sich Abonnementskonzerte als Teil des städtischen Kulturlebens etabliert hatten. Die bedeutendsten Konzertstätten dieser Epoche sind der Große Saal des Wiener Musikvereins (1870), das Neue Gewandhaus in Leipzig (1884) und das Amsterdamer Concertgebouw (1888).
Neue technische Möglichkeiten und die Notwendigkeit, Säle durchgehend wirtschaftlich zu bespielen, veränderten die Architektur in der Moderne. Freitragende Balkone, künstlerisch gestaltete Säle in asymmetrischer oder Trichterform und ein Fassungsvermögen von bis zu 2.500 Plätzen prägten die Konzerthäuser im 20. Jahrhundert. Die Philharmonie in Berlin und die Royal Festival Hall in London waren zwei bedeutende Vertreter neuer Bautypen. Letztere war der erste Konzertsaal, der nach akustischen Berechnungen erbaut wurde. Seit den 1960er Jahren ist ein Trend zu verzeichnen, Säle mit variabler Akustik zu bauen, die sich für verschiedene Musikarten eignen.

### Musik und bildende Kunst

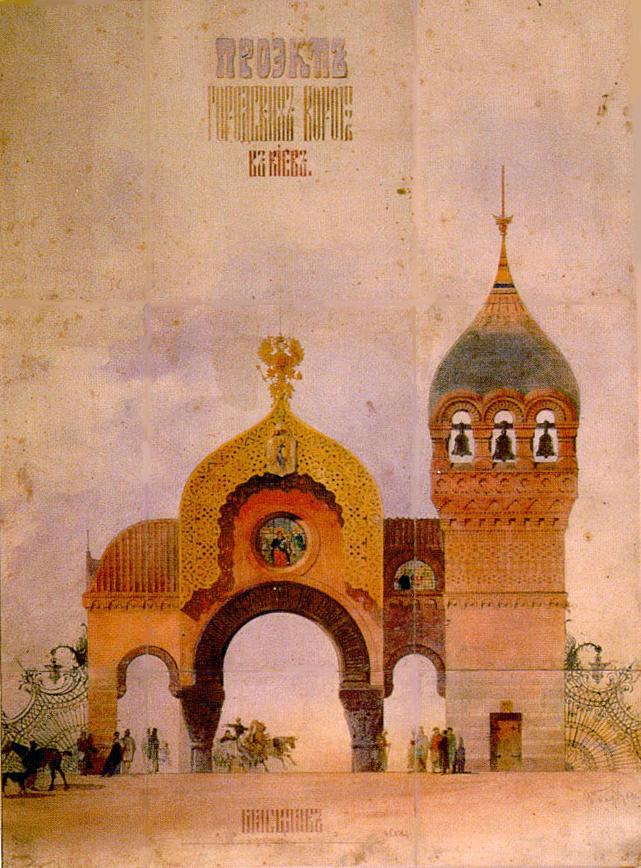
W. A. Hartmann: Tor von Kiew (1866)

Die mannigfachen Beziehungen zwischen Musik und bildender Kunst zogen sich historisch gleichermaßen durch die theoretische Betrachtung beider Künste wie durch die praktische Arbeit, die sich in wechselseitigen Beeinflussungen niederschlug. Zunehmend bezogen bildende Künstler und Komponisten die andere Kunst in ihr Schaffen ein, bildeten projektbezogene Arbeitsgemeinschaften oder schufen gemeinsam multimediale Werke. Etliche Werke der Malerei fanden Eingang in die Musik: Hunnenschlacht (Liszt), Bilder einer Ausstellung, Die Toteninsel. Dieses Bild von Arnold Böcklin regte Max Reger, Sergei Wassiljewitsch Rachmaninow und andere Komponisten zu sinfonischen Dichtungen an. Dem stehen Komponistenporträts und unzählige Genrebilder Musizierender gegenüber, die auch der Ikonografie als Forschungsmaterial dienen.
Nicht immer sind Parallelentwicklungen festzustellen. Nur Teile der Stilgeschichte fanden eine Entsprechung in der Gegenseite. Kunsthistorische Begriffe wie Symbolismus, Impressionismus oder Jugendstil sind weder klar voneinander abzugrenzen noch ohne Weiteres auf die Musik übertragbar. Wenn beispielsweise ein Vergleich zwischen den Bildgestalten Claude Monets und der „impressionistischen“ Musik Claude Debussys gezogen und durch das Zerfließen der Form oder der Darstellung der Atmosphäre erklärt wird, so steht dies im Widerspruch zu Debussys Ästhetik. Ebenso sind parallele Erscheinungen wie die Neue Sachlichkeit nicht eindimensional zu erklären, sondern nur aus ihren jeweiligen Tendenzen; während sie in Kunst und Literatur eine Abgrenzung zum Expressionismus war, wandte er sich in der Musik gegen die Romantik.

#### Antike und Mittelalter
Das antike Künsteverhältnis trennte klar die metaphysischen Ansprüche von Musik und bildender Kunst. Die Doppelgestalt von μουσική – einerseits Kunst, andererseits die geistige Beschäftigung mit ihr – wurde als ethisches und erzieherisches Gut geschätzt. Die Malerei allerdings galt als schlecht und nur Schlechtes erzeugend, wie Platons Politeia ausführt, da sie nur eine nachahmende Kunst sei. Der Unterschied, der keinesfalls ästhetisch zu verstehen ist, beruhte auf der pythagoreischen Lehre, die die Musik als Widerspiegelung der kosmischen Harmonie in Gestalt der Intervallproportionen verstand. So fand die Malerei in den Artes liberales folgerichtig keinen Platz.
Diese Ansicht hielt sich bis in die Spätantike. Der byzantinische Bilderstreit stellte die heftigste politisch-religiös motivierte Kunstablehnung dar, die jedoch die Musik nicht berührte: diese fand als überformtes Symbol der göttlichen Weltordnung aus Maß und Zahl Eingang in den christlichen Kult und in die Liturgie. Das Mittelalter schrieb diese Trennung fest und fügte die bildende Kunst in den Kanon der Artes mechanicae.

#### Von der Renaissance bis zur Aufklärung
Leonardos Vitruvianischer Mensch definierte den Proportionsbezug der Künste neu. Nicht mehr die Musik, sondern die Malerei war Leitkunst der Renaissance; nicht mehr die kosmischen, sondern die Körperproportionen waren das Bezugssystem. Die Aufwertung der Malerei zur schönen Kunst begann in der Renaissance mit dem Hinweis auf die kreative Leistung der bildenden Künstler. Sie wurde zwar weiterhin unter die Musik gestellt, die in Leon Battista Albertis Kunsttheorie Modell zum Modell für die Architektur wird, sie stand andererseits schon über der Poesie. Eine erste Verwissenschaftlichung der Malerei unternahm Leonardo da Vinci, für den sie die Musik übertraf, da ihre Werke dauerhaft sinnlich erfahrbar sind, während Musik verklingt. Dieser Prozess setzte ein vor dem Hintergrund des weltlichen Humanismus, der der Kunst weder eine staatsphilosophische noch eine religiöse Bedeutung zumaß.
Das Zeitalter der Aufklärung stellte den Menschen als das betrachtende und empfindende Subjekt endgültig in den Mittelpunkt. Aus dieser Positionierung von autonomer Kunst gegenüber der Wissenschaft entwickelte sich das Kunstverständnis, das bis in die Gegenwart vorherrscht. Die Künste entwickelten in der Folge jeweils eigene ästhetische Theorien.

#### 18. und 19. Jahrhundert
Seit Alexander Gottlieb Baumgartens Aesthetica (1750/58) rückt Kunst selbst in die Nähe der Philosophie bzw. wird als eigene philosophische Disziplin betrachtet. Damit verlor die Musik ihre Sonderstellung innerhalb der Künste und wurde in die schönen Künste eingegliedert, die ihre Rangordnung durch eigene Ästhetiken neu bestimmten. Immanuel Kants Kritik der Urteilskraft (1790) rechnete sie auch den angenehmen Künsten zu, d. h. sie ist nun als Schöne Kunst der Malerei über-, als angenehme Kunst ihr aber untergeordnet, weil sie mehr Genuss als Kultur bedeutet.
Ein grundlegender Umschwung geschah in der romantischen Ästhetik, die eine Verschmelzung der Künste und Kunstideale anstrebte. Sinnfällig wird dies in Robert Schumanns Parallelisierung der Kunstanschauungen.

„Der gebildete Musiker wird an einer Raphael’schen Madonna mit gleichem Nutzen studiren können wie der Maler an einer Mozart’schen Symphonie. Noch mehr: dem Bildhauer wird jeder Schauspieler zur ruhigen Statue, diesem die Werke jenes zu lebendigen Gestalten; dem Maler wird das Gedicht zum Bild, der Musiker setzt die Gemälde in Töne um.“

Einzigartigkeit stellte die Musik indes in Arthur Schopenhauers Rückgriff auf die Antike dar; in Die Welt als Wille und Vorstellung (1819) verneint er ihre mimetischen Eigenschaften.

#### Kunsttheorien im 19. und 20. Jahrhundert
Im späten 19. Jahrhundert folgte die Begründung von Kunstgeschichte und Musikwissenschaft an den geisteswissenschaftlichen Fakultäten. Die Musik war damit auch in ihrer wissenschaftlichen Betrachtung von bildender Kunst und Architektur geschieden.
Die symbolistische und impressionistische Malerei, Musik und Literatur und die beginnende Abstraktion veränderten das Verhältnis durch zunehmende Reflexion der Künstler über die benachbarten Künste, das auch Aspekte des eigenen Schaffens einbezog. Ein romantisches Musikverständnis prägte Paul Gauguin:

„Denken Sie auch an den musikalischen Part, der künftig in der modernen Malerei die Rolle der Farbe einnehmen wird. Die Farbe ist genauso Schwingung, wie die Musik zu erreichen in der Lage ist, was das Allgemeinste und dabei doch am wenigsten Klare in der Natur ist: ihre innere Kraft.“

Henri Matisse beschrieb seinen Schaffensprozess als musikalisch. Mit der Schrift Über das Geistige in der Kunst (1912) löste Wassily Kandinsky die Goethe’sche Kritik ein, in der Malerei fehle „schon längst die Kenntnis des Generalbasses […] [und] an einer aufgestellten, approbierten Theorie, wie es in der Musik der Fall ist“. Er deutete sie als prophetische Äußerung, die eine Verwandtschaft der Künste ankündige, besonders der Musik und der Malerei. Dies ist gemeint als Rückbezug auf das kosmologische Prinzip, wie es den Pythagoreern zur metaphysischen Begründung der Musik erschien, und zugleich als seine Ausweitung auf die bildende Kunst. Paul Klee schloss sich in seinen Bauhaus-Vorlesungen dahin gehend an, dass er die musikalische Terminologie zur Erklärung der bildenden Kunst verwandte. Später entwarf er eine Kunstpoetik auf der Basis musiktheoretischer Fragen.
Das Verhältnis von Musik und bildender Kunst nach 1945 wuchs aus ästhetischen Theorieansätzen. Im Vordergrund stand eine systematische Klassifizierung der beiden Künste. Theodor W. Adorno trennte sie aus seiner Sicht notwendigerweise in Musik als Zeitkunst und Malerei als Raumkunst. Grenzüberschreitungen sah er als negative Tendenz.

„Sobald die eine Kunst die andere nachahmt, entfernt sie sich von ihr, indem sie den Zwang des eigenen Materials verleugnet, und verkommt zum Synkretismus in der vagen Vorstellung eines undialektischen Kontinuums von Künsten überhaupt.“

Er erkannte an, dass die Künste Zeichensysteme seien und von gleichem Gehalt sind, dessen Vermittlung sie Kunst sein lasse. Die Unterschiede hielt er allerdings für bedeutender als die Gemeinsamkeiten. Für Nelson Goodman stellten sich die Probleme der Kunstdifferenzierung als erkenntnistheoretisch, so dass er an Stelle einer ästhetischen generell eine Symboltheorie setzen wollte. Als Grenze des Ästhetischen zum Nicht-Ästhetischen betrachtete er den Unterschied von Exemplifikation und Denotation: während die bildende Kunst autographisch sei, da ihre Werke nach dem Schaffensprozess sind (worin sich auch Original und Fälschung unterscheiden) ist die zweiphasige Musik allographisch, denn ihre notierten Werke erfordern erst eine Aufführung – wobei diese Unterscheidung sich nur auf Kunst erstreckt.

### Enzyklopädien
- Die Musik in Geschichte und Gegenwart. Allgemeine Enzyklopädie der Musik, 2. Ausgabe (MGG2). Herausgegeben von Ludwig Finscher. Personenteil in 17 Bänden, Sachteil in 10 Bänden, Supplement. Kassel/Basel/London/New York/Prag: Bärenreiter und Stuttgart/Weimar: J. B. Metzler 1994–1998.
- The New Grove Dictionary of Music and Musicians. Edited by Stanley Sadie. 2. Auflage, 29 Bände.
  - Britische Ausgabe: London: Macmillan 2002, ISBN 0-333-60800-3.
  - Amerikanische Ausgabe: New York: Grove 2002, ISBN 1-56159-239-0.

### Lexika
- Hans Heinrich Eggebrecht (Hrsg.): Meyers Taschenlexikon Musik. 3 Bände. Bibliographisches Institut, Mannheim/Wien/Zürich 1984, ISBN 3-411-01995-6.
- Marc Honegger, Günther Massenkeil (Hrsg.): Das große Lexikon der Musik. 8 Bände. Herder, Freiburg/Basel/Wien 1978–1983. (Neuauflage: Zweiburgen Verlag, Weinheim 1992, ISBN 3-451-22921-8)
- Carl Dahlhaus, Hans Heinrich Eggebrecht (Hrsg.): Brockhaus-Riemann-Musiklexikon. 4 Bände und Ergänzungsband. 2. Auflage. Schott, Mainz/Piper, München 1995, ISBN 3-7957-8400-X.
- Schülerduden: Die Musik. Hrsg. vom Bibliographischen Institut. Dudenverlag, Mannheim 1979, ISBN 3-411-01748-1.

Wörterbücher und Terminologie
- Herbert Gerigk: Fachwörterbuch der Musik. Sikorski, Hamburg 1957. Nachdruck: Keysersche Verlags-Buchhandlung, München 1985.
- Vladimir Fédorov und Internationale Vereinigung der Musikbibliotheken (Hrsg.): Terminorum Musicae Index Septem Linguis Redactus. 2 Bände.
  - Ungarische Ausgabe: Akadémiai Kiadó, Budapest 1978, ISBN 963-05-1276-9.
  - Deutsche Ausgabe: Bärenreiter, Kassel 1978, ISBN 3-7618-0553-5.
- Willi Apel: Harvard Concise Dictionary of Music. 2., erweiterte Auflage, herausgegeben von Don Michael Randel. Cambridge, Massachusetts: Harvard University Press 1978, ISBN 0-674-37471-1.
- Heinrich Lindlar: Wörterbuch der Musik. Suhrkamp, Frankfurt am Main 1989, ISBN 3-518-37952-6.
- Malte Korff: Kleines Wörterbuch der Musik. Reclam, Stuttgart 2000, ISBN 3-15-009770-3.
- Gerhard Dietel: Wörterbuch Musik. Kassel: Bärenreiter; Deutscher Taschenbuch Verlag, München 2002, ISBN 3-423-32519-4.
- Roberto Braccini: Praktisches Wörterbuch der Musik – Deutsch – Italienisch – Englisch – Französisch. Schott/Directmedia Publishing, Berlin 2005, ISBN 3-89853-523-1.
- Gerhard Dietel: Wörterbuch Musik. Directmedia Publishing, Berlin 2006, Digitale Bibliothek, Band 139 (CD-ROM-Ausgabe), ISBN 3-89853-539-8.
- Herbert J. Hopfgartner: Alles Musik. Musikalische Sprüche, Redewendungen und andere die Tonkunst betreffende Weisheiten. Academia, St. Augustin 2015, ISBN 978-3-89665-668-1^.

Historische Lexika
- Johannes Tinctoris: Terminorum musicae diffinitorium. Treviso 1495. Faksimile der Inkunabel mit deutscher Übersetzung von Heinrich Bellermann und einem Nachwort von Peter Gülke. Leipzig: Deutscher Verlag für Musik 1983, ISBN 3-7618-0707-4.
- Tomáš Baltazar Janovka: Clavis as thesaurum magnae artis musicae. Prag 1701. Reproduktion Amsterdam: Knuf/Kassel: Bärenreiter 1973
- Sébastien de Brossard: Dictionnaire de musique contenant une explication des termes grecs, latins, italiens, & français les plus usités dans la musique. Ballard, Paris 1703. Nachdruck Hilversum: Knuf 1965
- Johann Gottfried Walther: Musicalisches Lexicon oder musicalische Bibliothec. Leipzig 1732. Kommentierte Neuausgabe von Friederike Ramm. Kassel: Bärenreiter 2001, ISBN 3-7618-1509-3.
- James Grassineau/Sébastien de Brossard: A Musical Dictionary, being a Collection of Terms and Characters, as well ancient as modern; including the historical, theoretical, and practical parts of music. Wilcox, London 1740. 2. Auflage 1769, 3. Auflage 1784. Reproduktionen der 2. Auflage 1740: New York 1966/Woodbridge, Connecticut: Research Publications Inc. 1986
- Johann Mattheson: Grundlage einer Ehren-Pforte: woran der tüchtigsten Capellmeister, Componisten, Musikgelehrten, Tonkünstler Leben, Wercke, Verdienste erscheinen sollen / zum fernern Ausbau angegeben von Mattheson. Selbstverlag, Hamburg 1740
- Jean-Jacques Rousseau: Dictionnaire de Musique. Duchesne, Paris 1768. Nachdruck Hildesheim: Olms/New York: Johnson 1968. Mikrofiche-Ausgabe Frankfurt am Main: Egelsbach/Washington: Hänsel-Hohenhausen 1998, ISBN 3-8267-2562-X.
- Heinrich Christoph Koch: Musikalisches Lexikon, welches die theoretische und praktische Tonkunst encyclopädisch bearbeitet, alle alten und neuen Kunstwörter erklärt und die alten und neuen Instrumente beschrieben enthält. Hermann, Frankfurt am Main 1802. Nachdruck Hildesheim: Olms 1964
- François Henri Joseph Castil-Blaze: Dictionnaire de musique moderne. 2 Bände. Paris 1821, 2. Auflage 1825, 3. Auflage Brüssel: Académie de Musique 1829

### Musikgeschichte
- Jacques Handschin: Musikgeschichte im Überblick. Räber, Luzern 1948. 5. Auflage Wilhelmshaven: Heinrichshofen’s Verlag 2002, ISBN 3-7959-0321-1.
- Karl Heinrich Wörner: Geschichte der Musik. Ein Studien- und Nachschlagebuch. Vandenhoeck & Ruprecht, Göttingen 1954. 8. Auflage 1993, ISBN 3-525-27812-8.
- Carl Dahlhaus und Hermann Danuser: Neues Handbuch der Musikwissenschaft. Laaber: Laaber; Wiesbaden: Akademische Verlagsgesellschaft 1980 ff. Neuausgabe Geschichte der Musik. 7 Bände. Laaber: Laaber 2008, ISBN 978-3-89007-664-5.
- Carl Dahlhaus: Grundlagen der Musikgeschichte. Musikverlag Hans Gerig, Köln 1977, ISBN 3-87252-101-2.

### Musiklehre
- Hermann Grabner: Allgemeine Musiklehre. Klett, Stuttgart 1930. Nachdruck: Bärenreiter, Kassel. 23. Auflage 2004, ISBN 3-7618-0061-4.
- Kurt Johnen: Allgemeine Musiklehre. Neu bearbeitet von Carlferdinand Zech. 20. Auflage. Reclam, Stuttgart 2006, ISBN 3-15-007352-9.
- Diether de la Motte: Musikalische Analyse. 2 Bände. Bärenreiter, Kassel 1972. 8. Auflage 2007, ISBN 978-3-7618-0141-3.
- Christoph Hempel: Neue allgemeine Musiklehre. Mit Fragen und Aufgaben zur Selbstkontrolle. Beltz, Weinheim 2006, ISBN 3-407-77753-1.
- Wieland Ziegenrücker: Allgemeine Musiklehre mit Fragen und Aufgaben zur Selbstkontrolle. Deutscher Verlag für Musik, Leipzig 1977; Taschenbuchausgabe: Wilhelm Goldmann Verlag, und Musikverlag B. Schott’s Söhne, Mainz 1979, ISBN 3-442-33003-3.

### Musikwissenschaft
- Carl Dahlhaus (Hrsg.): Einführung in die systematische Musikwissenschaft. Musikverlag Hans Gerig, Köln 1971. Nachdruck Laaber: Laaber 2008, ISBN 978-3-89007-007-0.
- Vladimír Karbusický: Systematische Musikwissenschaft. Eine Einführung in Grundbegriffe, Methoden und Arbeitstechniken. Fink, München 1979, ISBN 3-7705-1809-8.
- Ekkehard Kreft (Hrsg.): Lehrbuch der Musikwissenschaft. Schwann, Düsseldorf 1985, ISBN 3-590-14456-4.
- Helga de la Motte-Haber (Hrsg.): Handbuch der Systematischen Musikwissenschaft. 5 Bände. Laaber, Laaber 2004 ff., ISBN 3-89007-561-4.

### Musikphilosophie
- Alexander Becker, Mathias Vogel (Hrsg.): Musikalischer Sinn. Beiträge zu einer Philosophie der Musik. Suhrkamp, Frankfurt am Main 2007 (= suhrkamp taschenbuch wissenschaft. Band 1826), ISBN 978-3-518-29426-0.
- Daniel M. Feige: Philosophie des Jazz. suhrkamp taschenbuch wissenschaft, Berlin 2014.
- Leonard Bernstein: Musik – die offene Frage. Vorlesungen an der Harvard-Universität. Goldmann, München 1976; 5. Auflage ebenda 1991, ISBN 3-442-33052-1.
- Harry Lehmann: Die digitale Revolution der Musik. Eine Musikphilosophie. Schott, Mainz 2012, ISBN 978-3-7957-0825-2.
- Marcello Sorce Keller: Music, Definitions of. In: Janet Sturman (Hrsg.): The SAGE Encyclopedia of Music and Culture. Band 3. SAGE Reference, Los Angeles 2019, S. 1507–1511.

### Musikalische Semantik
- Vladimír Karbusický: Grundriß der musikalischen Semantik. Wissenschaftliche Buchgesellschaft, Darmstadt 1986, ISBN 3-534-01785-4.
- Vladimír Karbusický (Hrsg.): Sinn und Bedeutung in der Musik. Texte zur Entwicklung des musiksemiotischen Denkens. Wissenschaftliche Buchgesellschaft, Darmstadt 1990, ISBN 3-534-02388-9.
- Albrecht Riethmüller (Hrsg.): Sprache und Musik. Perspektiven einer Beziehung. (= Spektrum der Musik. Band 5). Laaber, Laaber 1999, ISBN 3-89007-320-4.

### Sonstiges
- Heinz-Wilfried Burow: Musik, Medien, Technik. Ein Handbuch. Laaber-Verlag, Laaber 1998, ISBN 3-89007-441-3.
- Helga de la Motte-Haber, Hans Neuhoff (Hrsg.): Musiksoziologie. Laaber, Laaber 2007, ISBN 978-3-89007-565-5.